# أقدم نوادي كرة القدم

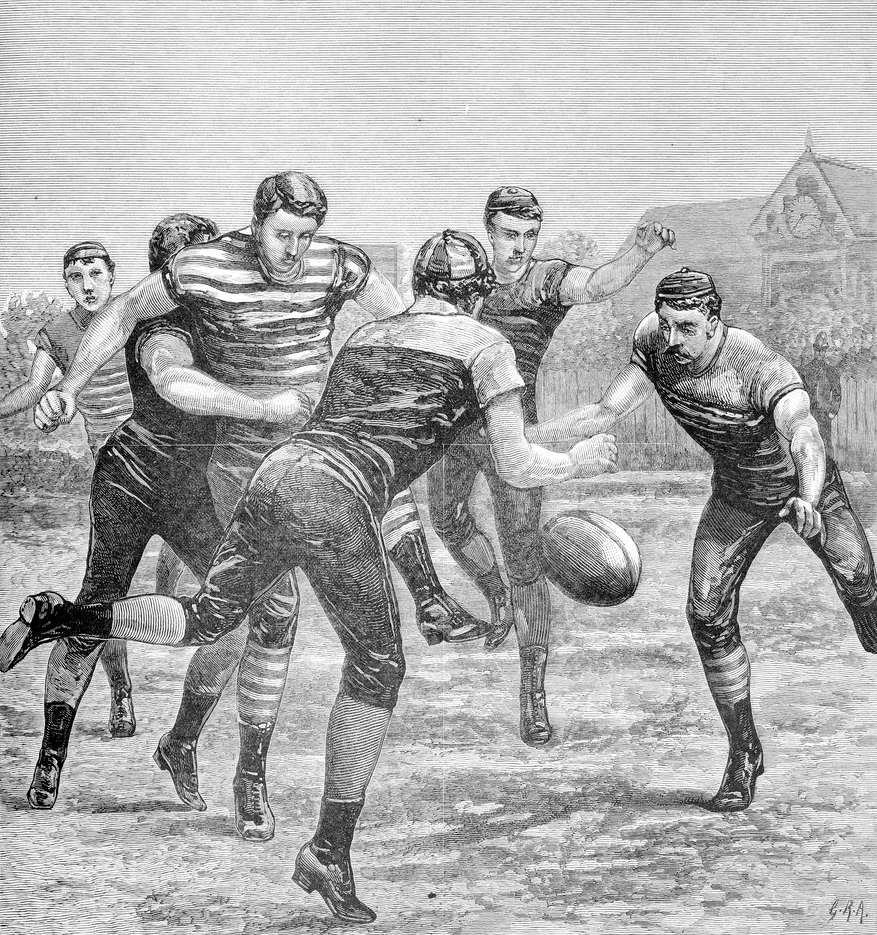
كرة القدم في العصور القديمة

يعود منشأ أقدم نوادي كرة القدم إلى أواسط القرن الخامس، وهي الفترة التي تحولت فيها كرة القدم من رياضة عادية غير منظمة إلى رياضة رئيسية منظمة. عادة ما تكون هوية أكبر نوادي كرة القدم في العالم، أو حتى في دول معينة، محل نزاع من قبل العديد من الأندية من خلال عدة قوانين لكرة القدم. يُعتقد أن نادي كرة القدم في إدنبرة هو أقدم نادي كرة قدم مسجل في العالم، حيث يعود تاريخه إلى عام 1824. أشارت نوادي الرغبي أيضًا إلى نفسها، أو استمرت في الإشارة إلى نفسها، على أنها مجرد «ناد لكرة القدم»، أو باعتبارها «نادي كرة القدم الرجبي».
لطالما كان مصطلح «النادي» يعني كيانًا مستقلًا، وخلال الفترة التاريخية المعنية، كان هناك عدد قليل جدًا من فرق المدارس الثانوية أو الجامعات المستقلة عن المؤسسات التعليمية المعنية
وبذلك، كان نادرًا ما يشار إلى فرق كرة القدم في المدارس والجامعات باسم «الأندية». كان هذا هو الحال دائمًا، ومثالًا على ذلك، في كرة القدم الأمريكية، التي لطالما كانت مرتبطة بالرياضة الجامعية عمومًا. على العكس من ذلك، فإن أقدم «نادي كرة قدم» لا يزال قائمًا وله تاريخ موثق جيدًا ومستمر هو نادي جامعة دبلن لكرة القدم، وهو ناد لاتحاد الرجبي تأسس عام 1854 في كلية ترينيتي، دبلن، إيرلندا. توجد بعض السجلات الخاصة بنادي غايز الذي تأسس في لندن عام 1843، من خلال بطاقة المباريات لعام 1883 تشير إلى موسمه الأربعين.

## الجزر البريطانية

### الأندية المندثرة
في حين ظهرت النوادي الأولى في بريطانيا، ربما في وقت مبكر من القرن الخامس عشر، إلا أنها موثقة بشكل سيئ وواندثرت على سبيل المثال، تذكر سجلات شركة بريور في لندن بين عامي 1421 و1423 توظيف «لاعبي كرة القدم» من قاعتهم مقابل «20 بنسًا»، تحت عنوان «التجارة والأخويات». القائمة من لاعبي كرة القدم مثل قائمة «أخوة» أو مجموعة من اللاعبين الذين يجتمعون اجتماعيًا تحت هذه الهوية هو أول إشارة إلى ما يمكن اعتباره نادٍ لكرة القدم. التي اجتمعت بانتظام خلال النصف الثاني من القرن الثامن عشر لمتابعة رياضتين: كرة القدم والمصارعة. لعب النادي مبارياته - على سبيل المثال بين سكان كمبرلاند وويستمورلاند المقيمين في لندن - في كينينجتون كومون من قبل عام 1789 حتى حوالي 1800
نادي كرة القدم (نشط خلال 1824-1841) في إدنبرة، اسكتلندا، هو أول نادٍ موثق مخصص لكرة القدم، وأول من وصف نفسه بأنه نادٍ لكرة القدم. قواعد النادي الوحيدة الباقية منعت العرقلة، لكنها سمحت بالدفع والإمساك والتقاط الكرة. وتصف وثائق أخرى لعبة شارك فيها 39 لاعباً.
من الأندية المبكرة الأخرى نادي الكريكيت الكبير ليسيسترشاير ونادي كرة القدم الموجود في عام 1840.
في يوم عيد الميلاد عام 1841، جرت مباراة موثقة مبكرة بين اثنين ممن وصفا انفسهما ب«ناديي كرة القدم». خسر نادي «بودي جارد» (من روتشدل) أمام نادي«فير نوت» بعد استخدام لاعب غير مؤهل كبديل.
القواعد الكاملة المستخدمة في هذه اللعبة غير معروفة، لكنها حددت اثني عشر لاعبًا على كل جانب، حيث قدم كل فريق حكمه الخاص، وبدأت اللعبة بإطلاق النار من مسدس.
تم إنشاء ناد للعب «الكريكيت والحصان وكرة القدم» في نيوكاسل في تاين خلال عام 1848 أو قبل. تأسس نادي «ساري» لكرة القدم في عام 1849 ونشر أول قائمة قواعد لكرة القدم غير المدرسية (والتي ربما كانت تستند إلى جمعية الجمباز في القرن الثامن عشر المذكورة أعلاه). «وندسور هوم بارك إف سي» كان موجودًا في وقت مبكر من عام 1854، وسيستمر في المنافسة في النسخ الأولى من كأس الاتحاد الإنجليزي.

### نوادي مستمرة
بدعم من كتاب غينيس للأرقام القياسية، حيث تأسس من قبل طاقم العمل في مستشفى غاي بلندن عام 1843، سيكون نادي «جاي وكينغز» و«سانت توماس» أقدم نادي كرة قدم. ومع ذلك، فإن الصلة بين النادي الحالي و «مستشفى غاي» الأصلي الذي تم تشكيله في عام 1843 لا يزال محل نزاع، حيث يزعم أن النادي الحالي عبارة عن مزيج حديث من ثلاثة نوادي رجبي كانت موجودة سابقًا في المستشفى، بدءًا من مستشفى غاي وسانت توماس فرق المستشفى التي كانت أول من اندمج بعد اتحاد الأقسام الطبية الخاصة بكل منها. كان آخر قسم تم دمجه هو مستشفى كلية كنج في عام 1999، على الرغم من أن ناديه (الذي تأسس عام 1869) ظل كمؤسسة منفصلة.
نظرًا لأن وضع غايز وكنجس وسانت توماس في "RFC" لا يزال محل نزاع، تشير مصادر أخرى إلى أن نادي جامعة دبلن لكرة القدم، الذي تأسس عام 1854، في كلية ترينيتي، دبلن، أيرلندا، سيكون أقدم نادي كرة قدم. يلعب دبلن الرجبي.
يُزعم أن نادي بارنز للرجبي لكرة القدم الحالي، من بارنز في لندن، هو استمرار لنادي بارنز لكرة القدم في القرن التاسع عشر، علاوة على ذلك، تم تشكيل النادي الأخير في عام 1839 وهو بذلك أقدم نادٍ لعب كرة القدم طوال تاريخها. ومع ذلك، اعتبارًا من عام 2018، يدعي موقع «بارنز ار اف سي» أن النادي تأسس في عشرينيات القرن الماضي، بينما يشير إلى «الاحتمالات» التي يعود تاريخها إلى 1862.
شيفيلد إف سي في إنجلترا، أقدم نادي كرة قدم مستقل في العالم - أي أقدم نادٍ غير مرتبط بمؤسسة مثل مدرسة أو مستشفى أو جامعة. تأسس عام 1857. شيفيلد إف سي لعب في البداية قواعد شيفيلد، وهي مدونة خاصة به، على الرغم من أن قواعد النادي أثرت على قواعد الاتحاد الإنجليزي لكرة القدم (FA (1863) بما في ذلك كرة اليد والركلات الحرة والركلات الركنية ورمي التماس. بينما كان الاتحاد الدولي لكرة القدم والاتحاد الدولي لكرة القدم اعترف اتحاد كرة القدم بشيفيلد بأنه «أقدم نادي كرة قدم في العالم»، وانضم النادي إلى اتحاد كرة القدم في عام 1863، واستمر في استخدام قواعد شيفيلد. لم يتبنى نادي شيفيلد كرة القدم رسميًا حتى عام 1877.
تحديد تاريخ ميلادها في عام 1856، جامعة كامبريدج إيه إف سي وصفته الجامعة بأنه أقدم نادٍ يلعب الآن اتحاد كرة القدم، تم الاعتراف به من قبل اتحاد كرة القدم نفسه. على سبيل المثال، «أنشأ سالوبينز نادًا خاصًا بهم في أواخر ثلاثينيات القرن التاسع عشر / أوائل أربعينيات القرن التاسع عشر، ولكن من المفترض أن نادي جامعة كامبريدج لكرة القدم استوعب ذلك الأمر الذي جعلهم مؤثرين جدًا في إنشائه في عام 1846». وفقًا لتشارلز أستور بريستيد، في أوائل أربعينيات القرن التاسع عشر في كامبريدج، كانت هناك ألعاب تُلعب بين نوادي من الكليات والمنازل. تم توثيق كرة القدم على أنها تُلعب على أرض النادي الأصلية، باركرز بيس، في وقت مبكر من عام 1838. يأتي أقدم دليل موجود على نادي جامعة كامبريدج لكرة القدم من «قوانين نادي الجامعة لكرة القدم» بتاريخ 1856، وعقد في مدرسة شروزبري. ستوفر قواعد كامبريدج لعام 1863 الأساس لقواعد الاتحاد الإنجليزي الأصلية.
الناجي الوحيد من بين الأندية المؤسسة لكرة القدم التي ما زالت تلعب كرة القدم هو نادي كرة القدم سيفيل سيرفس. اعتُمد ستة من الأعضاء المؤسسين البالغ عددهم 18 لعبة الرغبي على وجه الحصر. يعتبر نادي كاري وندريز. النظام الذي لعبه كاري وندريز في سنواته الأولى غير معروف.
نادي ليفربول لكرة القدم (يجب عدم الخلط بينه وبين نادي ليفربول من الدوري الإنجليزي الممتاز)، والمعروف لاحقًا باسم نادي ليفربول سانت هيلينز لكرة القدم. تأسس في عام 1857، والتي تدعي أنها أقدم نادي رغبي مفتوح في العالم. اعتمد النادي قواعد اتحاد الرجبي في عام 1872، ولم يلعب أبدًا قواعد الاتحاد.
زعم بعض المؤرخين أن نادي كريستال بالاس لكرة القدم يجب الاعتراف به باعتباره أقدم ناد يلعب حاليًا كرة قدم احترافية في العالم، وقد قدم أدلة داعمة على أن نادي كريستال بالاس الأصلي لكرة القدم، وهو فريق للهواة تم تشكيله في عام 1861، مرتبط ارتباطًا مباشرًا بالنادي المحترف الحالي حيث كان كلاهما مملوكًا لنفس النادي (شركة كريستال بالاس).

## حول العالم

### أفريقيا

#### جنوب أفريقيا
سافيجيز إف سي هو أقدم نادي في أفريقيا، تأسس في 26 من آب عام 1882.

#### مصر
النادي الاهلي هو أقدم فريق أسس بمصر عام 1907.

#### تونس
راسينغ كلوب (بالفرنسية: Racing Club) هو أقدم نادي كرة قدم تونسي تأسس يوم 15 سبتمبر 1904 تحت اسم نادي كرة القدم التونسي قبل تغيير الاسم لراسينغ كلوب

#### غانا
أكار هارتس أوف أواكس، تأسس في عام 1911، وهو أقدم نادٍ في غانا.

#### المغرب
نادي الاتحاد الفاسي، تأسس عام 1915، يعد أقدم نادٍ في المغرب. حصل على لقبين سنة 1924 وسنة 1925.

### آسيا

#### هونج كونج
بعض أقدم نوادي هونج كونج هي إس تي جوزيف تأسس عام 1880، هونج جونج فوت بول كلوب تأسس عام 1886، بوفس تأسس عام 1886، كلها تأسست من قبل بريتونز.
كان أول نادي تأسس بوساطة المحليين ساوث جاينا عام 1904.

#### الهند
في الهند، بعض أقدم الفرق هي كالكوتا فوت بول كلوب (تأسس عام 1872، لاحقًا اندمج مع كالكوتا كريكت كلوب الذي تأسس عام 1792 ليشكل كالكوتا كلايكت آند فوت بول كلوب)، بالإضافة إلى ساردار إف سي، وأريان إف سي الذي تأسس عام 1884، سوفابازار إف سي الذي تأسس عام 1886، موهون باجان أي سي تأسس عام 1889، محمدان إس سي تأسس عام 1891، وإس سي ايست بينجال تأسس عام 1920، كل هذه النوادي من كولكاتا.

#### اليابان
في اليابان، تأسس أقدم فريق رجبي عام 1866 وأقدم رابطة لنادي كرة قدم تأسست عام 1886 وهي يوكوهاما كونتري آند أثليتك كلوب.
أقدم رابطة نادي كرة قدم محسوبة هي طوكيو شوكيو دان، تأسست عام 1917.

#### باكستان
أقدم رابطة نادي كرة قدم للرجال هذه الأيام في باكستان هي كراجي بورت ترست فوت بول كلوب، تأسست عام 1887، في عهد الراج البريطاني، عندما كانت كراجي جزءًا من حكومة بومباي.
بالنسبة للنساء، أقدم نادي هو ديا دبليو إف سي، تأسست في كراجي عام 2002.

### قارة أوروبا

#### النمسا
أقدم نادي كرة قدم والذي لا يزال فعالًا هو فيرست فيينا فوت بول كلوب تأسس في 22 من آب 1894. منافسوه الأوائل هم فيينا كريكيت وفوت بول كلوب الذي تأسس بعد يوم واحد من فريق فيرست فيينا فوت بول كلوب.

#### بلجيكا
تم تأسيس نادي كرة القدم سبا من قبل عائلة هانتر بلير في بليركوهان، أيرشاير، اسكتلندا، وكان يعمل في عام 1863. وقد أخذ الباروني الرابع عائلته هناك من أجل التوفير. أقدم نادٍ لا يزال موجودًا حتى اليوم هو نادي أنتويرب الملكي، الذي تأسس عام 1880.

#### التشيك
أقدم نادي كرة قدم لا يزال موجودًا حتى اليوم هو سلافيا براغ، الذي تأسس عام 1892. وكان أول نادٍ لكرة القدم تأسس في البلاد هو قسم كرة القدم في نادي ريجاتا براغ الرياضي، الذي تأسس في مايو 1891، ولكن توقف في عام 1896، عندما غادر جميع لاعبيها لتأسيس نادي براغ.

#### كرواتيا
ان كي رياكا هو أقدم نادي كرة قدم نشط في كرواتيا. تم تشكيل النادي في عام 1904 تحت اسم نادي سبورتيفو أوليمبيا، وكان قسم كرة القدم نشطًا في 25 نوفمبر 1906، وربما قبل ذلك.
كان أقدم نادي كرة قدم في كرواتيا هو كلب ايريس، الذي تأسس عام 1899 وتم حله بعد ذلك بسنوات قليلة.

#### الدنمارك
نادي كيوبنهافنز بولد هو أقدم نادي كرة قدم في الدنمارك وأقدم نادي نشط في أوروبا القارية. تم تشكيل النادي الرياضي في عام 1876 ولعب كرة القدم لأول مرة بعد ذلك بعامين.

#### فرنسا
تأسس أول نادٍ لكرة القدم في فرنسا في باريس عام 1863 من قبل المغتربين الإنجليز، كما هو مقتطف من إحدى الصحف المعاصرة: «قام عدد من السادة الإنجليز الذين يعيشون في باريس مؤخرًا بتنظيم نادٍ لكرة القدم ... وتقام مسابقات كرة القدم في بوا دي بولوني، بإذن من السلطات وفاجئ الفرنسيين بشكل مذهل».
تم تأسيس لو هافر إيه سي كنادي لألعاب القوى والرجبي في عام 1872، مما يجعله أقدم نادي كرة قدم مسجل في فرنسا وأوروبا القارية. بدأوا لعب كرة القدم بشكل منتظم في 1894. من الناحية الفنية يمكن اعتبار ايه اس ستاربورغ أول فريق كرة قدم فرنسي، تم تأسيسه في عام 1890. لكنهم كانوا فريقًا ألمانيًا في ذلك الوقت.

#### ألمانيا
أقدم نادي كرة رجبي هوهيدبيرك ار كي، الذي تأسس في 9 مايو 1872 كنادي للتجديف والرجبي. فاز اتش ار كي بـ 14 لقباً وطنياً 1927، 1928، 1971، 1973، 1976، 1986، 2010-2015، 2017 و 2018. كان أكبر نجاح للنادي هو التأهل إلى كأس التحدي الأوروبي للرجبي 2018/19 - لكن تم رفض من المشاركة، لأن الراعي الرئيسي يملك استاد فرانسيه. ثاني أقدم نادي للرجبي لا يزال على قيد الحياة هو هانوفر 1878 الذي تأسس عام 1878 وفاز بتسع بطولات ألمانية. كلا الناديين لا يزالان يلعبان في الدوري الألماني الأول.
أول اتحاد كرة قدم في ألمانيا (ومن المحتمل أن يكون الأول خارج بريطانيا العظمى) كان دريسدن إنجلش، الذي تأسس في 18 مارس 1874. كان النادي يضم أكثر من 70 عضوًا بحلول ذلك الوقت، معظمهم من الإنجليز يعملون في دريسدن، وحضر مبارياته مئات المتفرجين. ومع ذلك، تم حل دريسدن الإنجليزية في عام 1898.
أقدم نادي كرة قدم لا يزال نشطًا هو BFC Germania 1888 الذي تأسس في 15 أبريل 1888. يلعبون في الدرجة العاشرة اعتبارًا من الموسم 2020/21 ولم يتمكنوا أبدًا من الفوز بأي ألقاب وطنية.

#### اليونان
أقدم نادي كرة قدم نشط هو بانيونيوس إف سي. تأسست في 14 سبتمبر 1890.

#### هنغاريا
أقدم أندية كرة القدم التي لا تزال نشطة في المجر هي مويجيتيميا ايه اف سي التي تأسست في خريف عام 1897 كنادي كرة قدم مناسب وثالثًا. منطقة TVE، الذي تأسس قسم كرة القدم رسميًا في عام 1899 ولكنه نشأ من شركة فريق بوداي لكرة القدم التي تأسست عام 1897. كان أول نادٍ لكرة القدم تأسس في المجر هو نادي بودابيست تورنا الذي أسس قسم كرة القدم في فبراير 1897، وتم حله في 1945-1946.

#### إيطاليا
في إيطاليا، جينوا سي اف سي. هو أقدم نادي كرة قدم نشط: تم تأسيسه من قبل تشارلز دي جراف سيلز، إس. جرين، جورج بليك، دبليو ريلي، جورج دورمر فوكوس، إتش. سانديز، إي دي تييري، جوناثان سمرهيل الأب، جوناثان سمرهيل جونيور والسير تشارلز ألفريد بايتون في جنوة في 7 سبتمبر 1893. ومع ذلك، جينوا سي إف سي ليس أول نادٍ إيطالي لكرة القدم: كان هذا نادي تورينو لكرة القدم والكريكيت (1887) ولكن تاريخه استمر لمدة 4 سنوات فقط. أسسها إدواردو بوسيو (مالك بوسيو اند كاراستش، أقدم مصنع للجعة في إيطاليا)، وانقسم الفريق في عام 1891. أقدم من جنوة وتورينو هي جميعة فانفولا لهواة الرياضة، التي تأسست في لودي في عام 1873، ولكن تم إنشاء قسم كرة القدم في ثلاثين- بعد خمس سنوات، في عام 1908.

#### البرتغال
في البرتغال، يعد نادي أكاديميكا دي كويمبرا أقدم نادي كرة قدم نشط، وقد تأسس في 3 نوفمبر 1887.

#### سلوفاكيا
أقدم نادي كرة قدم في سلوفاكيا هو إف سي تاتران بريشوف، تأسس عام 1898، وبعد العديد من التغييرات في الاسم يلعب في الدوري السلوفاكي الثالث.

#### سلوفينيا
تأسس أول ناد لكرة القدم في عام 1900 من قبل الأقلية الألمانية في ليوبليانا، وهو لايباتشر سبورتفيرين وتوقف عن العمل في عام 1909، وتلاه الأقلية المجرية لينديفاي إف إي في عام 1903، والأقلية الألمانية في سيلجي (أتليتيك إس كيه في عام 1906). في عام 1911، افتتح أول نادٍ سلوفيني لكرة القدم من الأقلية السلوفينية في ليوبليانا، إليريجا، وتبعه نادي سلوفان بعد ذلك بعامين. يعتبر الاتحاد السلوفيني لكرة القدم إليريجا في الوقت الحاضر أقدم نادي كرة قدم يعمل في البلاد، لأن النادي الذي يتخذ من ليندافا مقراً له قد أفلس في عام 2012، على الرغم من إعادة إنشائه على الفور.

#### اسبانيا
تأسس نادي اشبيلية فوتبول في عام 1890، وهو أقدم ناد رياضي في إسبانيا مخصص فقط لكرة القدم، أي أول وأقدم نادٍ يحمل اللقب الرسمي «نادي كرة القدم». على الرغم من تأسيس "Gimnàstic de Tarragona" و"Recreativo de Huelva" في عامي 1886 و1889 على التوالي، إلا أنهما لم يتم تشكيلهما على وجه التحديد كنادي كرة قدم.

#### سويسرا
إف سي سانت غالن 1879 هو أقدم نادي كرة قدم نشط في سويسرا، تأسس في 19 أبريل 1879 باسم إف سي سانت غالن. هولندا أقدم نادي كرة قدم (وأيضًا أقدم لعبة كريكيت) في هولندا هو رويال يو دي من ديفينتر، التي تأسست عام 1875.

### شمال أمريكا
على الرغم من أن أشكال كرة القدم كانت تُلعب في أمريكا الشمالية منذ عشرينيات القرن التاسع عشر، إلا أن ادعاء أقدم نادي كرة قدم مستمر في أمريكا الشمالية لا يزال موضع نقاش.
تأسس نادي أونيدا لكرة القدم في بوسطن، ماساتشوستس عام 1862، وكان أول فريق منظم يلعب أي نوع من كرة القدم في الولايات المتحدة. كانت اللعبة التي لعبها النادي، والمعروفة باسم «لعبة بوسطن»، صيغة محلية غير رسمية سبقت تدوين قواعد الاتحاد أو كرة القدم الأمريكية. لعب الفريق، الذي يتكون من خريجي مدارس النخبة الإعدادية في بوسطن، في بوسطن كومون من عام 1862 إلى عام 1865، وخلال هذه الفترة ورد أنهم لم يخسروا أي لعبة أو حتى تخلوا عن نقطة واحدة.
من حيث كرة القدم، يمكن أن تتبع هاميلتون تايجر كاتس من الدوري الكندي لكرة القدم جذورها إلى نادي هاميلتون لكرة القدم (الملقب بالنمور) الذي تشكل في عام 1869، ثم اندمج لاحقًا مع هاميلتون وايلد كاتس في عام 1950 لتشكيل الامتياز الحالي. تم تأسيس منافسيهم في الشمال، تورنتو أرغونوتس، بعد أربع سنوات في عام 1873 ولديهم تاريخ امتياز لم يتغير في الغالب. بدأ كلا الناديين كنوادي كرة الرجبي ولم يتكيفا إلا لاحقًا مع أسلوب اللعب على شكل شبكة حديدية والذي أصبح يُعرف باسم كرة القدم الكندية. أقدم نادي للرجبي المستمر في أمريكا الشمالية والذي لا يزال يلعب الرجبي هو نادي جامعة مكغيل للرجبي الذي تأسس عام 1863، على الرغم من أن أول مباراة مسجلة له لم تكن حتى عام 1865. أقدم نادٍ مستقل (غير جامعي) للرجبي هو نادي ويستماونت للرجبي في مونتريال، والذي تم تشكيله عام 1876.
في عام 1869، تنافست جامعة روتجرز وجامعة برينستون في أول لعبة كرة قدم بين الكليات في الولايات المتحدة. طبقًا لقواعد كرة القدم الأمريكية، فإن قواعد هذه اللعبة تشبه لعبة الرجبي وكرة القدم بشكل أكثر قربًا من قواعد كرة القدم الشبكية. علاوة على ذلك، فإن الفرق المتنافسة في البطولات بين الكليات هي فرق هواة وليست «أندية».
في الولايات المتحدة، لم تميز متغيرات اللعبة القائمة على شبكة الحديد نفسها عن الأنظمة الموجودة حتى عام 1871، عندما بدأت جامعة هارفارد بلعب نوع آخر يُعرف باسم «لعبة بوسطن». سمح هذا للاعب بالتقاط الكرة والركض بها إذا تمت مطاردته وانتشرت بسرعة، مع الابتكارات التي أضافها طالب جامعة ييل والتر كامب. أقدم نادي كرة قدم غير جامعي قائم بذاته هو وترتاون الأحمر والأسود، الذي تأسس عام 1896. تشكل فريق أريزونا كاردينالز، الذي تم تشكيله في شيكاغو عام 1898، أقدم فريق في الدوري الوطني لكرة القدم.
كان فال ريفر روفرز من أوائل الفرق التي لعبت «كرة القدم» بموجب قواعد الاتحاد في الولايات المتحدة، وتأسست عام 1884.
الأعضاء العشرة المستأجرين في الدوري الأمريكي لكرة القدم كانوا جميعًا أندية جديدة تم إنشاؤها قبل وقت قصير من بدء الدوري في عام 1996. ومع ذلك، في عام 2011، اعترف الدوري بفانكوفر وايتكابس، الذي كان موجودًا بشكل مستمر منذ عام 1986.

### أوقيانوسيا

#### أستراليا
في عام 1858 في ملبورن، فيكتوريا، شكل أعضاء نادي ملبورن للكريكيت فريق كرة قدم منظم بشكل فضفاض، ولعبوا ضد عشاق كرة القدم المحليين الآخرين خلال فصلي الشتاء والربيع من ذلك العام. تأسس نادي ملبورن لكرة القدم رسميًا في العام التالي في 14 مايو، وبعد ثلاثة أيام (17 مايو)، قام أربعة أعضاء بتدوين القوانين الأولى لقواعد كرة القدم الأسترالية. في يونيو 1859، تم تشكيل نادي كاسلمين لكرة القدم ونادي جامعة ملبورن لكرة القدم وتم تشكيل نادي جيلونج لكرة القدم بعد ذلك بوقت قصير في يوليو، وعلى مدار العقد التالي، تم تشكيل العديد من أندية كرة القدم الأسترالية في فيكتوريا. كان ميلبورن وجيلونج من الأعضاء المؤسسين لدوري كرة القدم الفيكتوري (VFL) (الآن AFL)، مما يجعلهما أقدم أندية كرة القدم في العالم التي أصبحت الآن محترفة.

#### نيوزيلندا
نادي ويلينجتون لكرة القدم ومقره في هاتايتاي، ويلينجتون هو أقدم نادي لاتحاد الرجبي المستمر في نيوزيلندا، حيث لعب أول مباراة رجبي في عام 1870. ومن المرجح أن يكون شرف كونه أول نادٍ منظم لكرة القدم تابعًا لشركة نورث شور يونايتد في أوكلاند (تأسست باسم Devonport في عام 1886). تم تأسيس ناديين مقرهما دنيدن، وهما نورثييرن ايه اف سي وواكاري اف سي رسميًا في عام 1888، على الرغم من أنه من المحتمل أن نورثرن كان يلعب كفريق قبل هذا الوقت.

### جنوب أمريكا

#### الأرجنتين
يدعي نادي بوينس آيرس للكريكيت والرجبي أنه أقدم نادٍ لا يزال موجودًا في الأرجنتين. وفقًا لموقع النادي على الإنترنت، تم تأسيس النادي قبل 8 ديسمبر 1864 كمؤسسة للكريكيت. تم التعرف على تاريخ التأسيس من قبل اتحاد الرجبي في بوينس آيرس. ومع ذلك، يُعتقد أن النادي تأسس في عام 1831، مع وجود أدلة وثائقية حول مباراة كريكيت لعبت من قبل بوينس آيرس في نفس العام. ومع ذلك، فإن ممارسة أي رمز «كرة قدم» لم تبدأ حتى عام 1951 عندما اندمجت BACC مع نادي بوينس آيرس لكرة القدم. وأضيف اتحاد الرجبي.
تم تأسيس نادي أتلتيكو ديل روساريو رسميًا في عام 1867 كمؤسسة للكريكيت. سرعان ما أضاف النادي اتحاد كرة القدم، كونه أول نادٍ من روساريو يلعب في دوري الدرجة الأولى الأرجنتيني. في اتحاد الرجبي، لعب روزاريو إيه سي أول مباراة بين الأندية في البلاد في 28 يونيو 1886، عندما واجه الفريق نادي بوينس آيرس لكرة القدم. بعد أن تم تأسيسه في عام 1875، يعتبر نادي مرسيدس أقدم نادي كرة قدم في الأرجنتين لا يزال موجودًا. هذا يضع مرسيدس فوق Gimnasia Esgrima de" La Plata"  وكويلمز، وكلاهما تأسس في عام 1887.

#### بوليفيا
تأسست أورورو رويال في 26 مايو 1896 من قبل العمال الإنجليز الذين عينتهم الحكومة البوليفية لبناء السكك الحديدية الوطنية، لتصبح أول فرقة كرة قدم بوليفية.

#### البرازيل
نادي ساو باولو الرياضي، الذي تأسس في 13 مايو 1888 من قبل المهاجرين الإنجليز كنادي للكريكيت، يمكن اعتباره أقدم ناد برازيلي لعب أي رمز «كرة قدم»، حيث بدأ في لعب كرة القدم في عام 1898. بعد اعتزال كرة القدم من المسابقات في عام 1912، أصبح اتحاد الرجبي الرياضة الرئيسية في سباك.
أقدم نادي كان في نشاط مستمر في اتحاد كرة القدم هو SC Rio Grande ، الذي تأسس في يوليو 1900 (هناك اعتقاد خاطئ مشهور أن الأقدم سيكون إيه إيه بونتي بريتا، الذي سمي على اسم الحي الذي يحمل نفس الاسم في مدينة كامبيناس، ولكن تم تأسيسها بعد شهر تقريبًا، في أغسطس 1900. شركة سكة حديد ساو باولو وشركة ساو باولو جاز، وكلاهما تأسس في عام 1895 (ثم توقف نشاطهما) لعبوا أول مباراة لكرة القدم في البرازيل في نفس العام.
قد يكون نادي بايساندو أتلتيكو، الذي تأسس في 15 أغسطس 1872، أقدم نادي كرة قدم في البرازيل ولكن تم حل الفريق في عام 1914، ولم يتبق سوى قسم كرة قدم الصالات في الوقت الحاضر.

#### تشيلي
تأسس سانتياغو واندررز في 15 أغسطس 1892 من قبل الجالية الأيرلندية وكان أول نادٍ لكرة القدم في تشيلي.

#### كولومبيا
كان نادي بارانكويلا لكرة القدم البائد الذي أسسه عمال السكك الحديدية البريطانيون عام 1908 أول ناد لكرة القدم في كولومبيا.

#### بيرو
يدعي نادي ليما للكريكيت وكرة القدم أنه أقدم ناد يمارس كرة القدم في بيرو والأمريكتين، بعد أن تأسس في عام 1859 من قبل الجالية البريطانية في المدينة.

#### أوروغواي
في أوروغواي، تم تصنيف نادي مونتيفيديو للكريكيت، الذي تأسس في عام 1861، على أنه أقدم نادٍ لاتحاد الرجبي خارج أوروبا من قبل متحف الرجبي العالمي في تويكنهام،  على الرغم من أن أول مباراة ركبي مؤكدة لعبها إم في سي سي كانت في عام 1875.

## قبل عام 1860
| التاريخ         | النادي                 | النظام السابق          | النظام الحالي        | مدينة / ضاحية | دولة     | حالة                             | ملحوظات | مصدر                        |
| 1843.           | مستشفى الرجل           | لعبة الركبي لكرة القدم | اتحاد الركبي         | بلاك هيث      | إنكلترا  | بوكس دوري الركبي                 | أقدم نادي كرة قدم موثق في العالم والعضو المؤسسي في المستشفيات المتحدة RFC معروفة الآن باسم نادي كرة القدم للرغام والملوك والسانت توماس. |                             |
| 1850.           | نادي دورهام لكرة القدم | لعبة الركبي لكرة القدم | اتحاد الركبي         | دورهام        | إنكلترا  |                                  | أقدم نادي كرة قدم موثق في شمال شرق إنجلترا. عضو مبكر في اتحاد دورهام روجبي لكرة القدم (1876) الذي سجل مؤسسته 1850/51. | [ 79 ]                      |
| 1854.           | جامعة دبلن             | لعبة الركبي لكرة القدم | اتحاد الركبي         | كلية ترينيتي  | أيرلندا  | رابطة أيرلندا                    | أقدم نادي كرة قدم موثق في أيرلندا والأكبر في وقت لاحق يلعب اتحاد الركبي. تلعب الآن في قسم الدوري كل أيرلندا 1A. |                             |
| 1857، 24 أكتوبر | شيفيلد                 | قواعد شيفيلد           | اتحاد كرة القدم      | شيفيلد        | إنكلترا  | قسم الدوري الشمالي الممتاز       | اعترف كرة القدم ورئيس FIFA جوزيف بلاتر النادي بأنه الأقدم ممن يلعب كرة القدم الآن | [ 80 ] [ 81 ] [ 82 ]        |
| 1856-57.        | جامعة كامبريدج         | قواعد كامبريدج         | اتحاد كرة القدم      | كامبريدج      | إنكلترا  | دوكس ميدلاندز شعبة 2 أ           | ادعت منشورات الجامعة الرسمية أن النادي قد تم تشكيله في عام 1856، معترف به أيضا على هذا النحو من خلال جمعية كرة القدم. منح الاتحاد الإنجابي كامبريدج بلاك في عام 2006 على شرف "الذكرى 150"، مما يمنح تاريخه التأسيسي الاعتراف الرسمي. ومع ذلك، فإن مصادر أخرى تنص على أن تاريخ إنشاء كامبريدج AFC ليس واضحا بما فيه الكفاية، مما يحدده بين عامي 1856 و 1866، ولكن في المرتبة الثانية بعد شيفيلد. | [ 24 ] [ 80 ] [ 82 ] [ 83 ] |
| 1857، 10 نوفمبر | ليفربول سانت هيلينز    | لعبة الركبي لكرة القدم | اتحاد الركبي         | ليفربول       | إنكلترا  | الشمال 1 الغرب                   | وقعت مباراة النادي الأولى في عام 1857 عندما تحدى الأولاد القدامى من مدرسة الركبي الأولاد المحليين إلى لعبة تحت قواعد مدرستهم. ثم تم تشكيل نادي ليفربول لكرة القدم. أقدم نادي الركبي المفتوح ليس جزءا من مؤسسة أكاديمية في العالم. |                             |
| 1857، 26 ديسمبر | إدنبره أكاديمي         | لعبة الركبي لكرة القدم | اتحاد الركبي         | إدنبرة        | اسكتلندا | رئيس الوزراء الاسكتلندي          | أقدم نادي كرة قدم في اسكتلندا. الأقدم نادي الركبي موثقة في المملكة المتحدة. |                             |
| 1857.           | جامعة إدنبرة           | لعبة الركبي لكرة القدم | اتحاد الركبي         | إدنبرة        | اسكتلندا | بوكس الرجبي اتحاد بريمير نورث بي | انضم إلى RFU في عام 1871 لكنه استقال ليصبح عضوا مؤسسا في الاتحاد الاسكتلندي لكرة القدم في عام 1873. تم تشكيل نادي كرة القدم بجامعة إدنبرة (AFC) في عام 1878 وكان عضوا مؤسسا في الدوري الاسكتلندي لكرة القدم. |                             |
| 1858.           | بلاكهيث                | لعبة الركبي لكرة القدم | اتحاد الركبي         | بلاكهيث       | إنكلترا  | الدوري الوطني 1                  | عضو مؤسسة FA. |                             |
| 1858.           | جامعة سانت أندروز      | لعبة الركبي لكرة القدم | اتحاد الركبي         | سانت أندروز   | اسكتلندا | بوكس اسكتلندا 1                  | عضو مؤسس في SRU. |                             |
| 1859، 14 مايو   | ملبورن                 | كرة القدم الأسترالية   | كرة القدم الأسترالية | ملبورن        | أستراليا | دوري كرة القدم الأسترالي         | لعبت جانبية منظمة تنظيما فضفاضة بأنها ملبورن في عدة مناسبات في عام 1858. تم تشكيل النادي رسميا العام التالي في 14 أيار / مايو 1859. في 17 أيار / مايو 1859، أدفير أعضاء النادي قواعد كرة القدم الأسترالية. إنه أقدم نادي كرة قدم في العالم لأي رمز محترف الآن. |                             |
| 1859، 14 يونيو  | كاسل ماين              | كرة القدم الأسترالية   | كرة القدم الأسترالية | كاسل ماين     | أستراليا | دوري بنديجو لكرة القدم           | مؤسسة تاريخ إعادة اكتشاف مؤخرا، ولكن نائمة لفترة. | [ 84 ]                      |
| 1859            | جامعة ملبورن           | كرة القدم الأسترالية   | كرة القدم الأسترالية | جامعة ملبورن  | أستراليا | قسم جمعية كرة القدم فيكتوري      | ومع ذلك، فقدت سجلات تكوينها، ومع ذلك، هناك إشارات إلى النادي يرجع تاريخها إلى يونيو 1859 وكانت مباراةها الأولى أيضا في يونيو 1859. فاز القواعد الأسترالية أولا من أي وقت مضى من أي وقت مضى من خلال هزيمة ملبورن. حلها خلال الحرب العالمية الأولى، لكنها أصلحت لاحقا. |                             |
| 1859، 18 يوليو  | جيلونج                 | كرة القدم الأسترالية   | كرة القدم الأسترالية | جيلونج        | أستراليا | دوري كرة القدم الأسترالي         | لعبت قوانين النادي الخاصة في منطقة جيلونج وتأثرت على إعادة كتابة قوانين كرة القدم الأسترالية في عام 1866. |                             |

## 1860–1869
| تاريخ             | النادي                    | الرمز الأصلي                               | الرموز الحالية       | مدينة / ضاحية       | دولة             | حالة                                         | ملحوظات |
| 1860، 17 مايو     | 1860 ميونيخ               | رياضة بدنية                                | اتحاد كرة القدم      | ميونيخ              | ألمانيا          | ليجا                                         | بدأت رابطة رابطة كرة القدم في 25 أبريل 1899. لكنها لعبت فقط أول لعبة لها في عام 1902. |
| 1860، 20 مايو     | بالارات.                  | كرة القدم الأسترالية                       | كرة القدم الأسترالية | بالارات.            | أستراليا         | رابطة بالارات لكرة القدم                     | شكلت كأنادي جونيور؛ أنشئ أول نادي عام 1862. |
| 1860 [أقل ألفا 1] | كاري وانديريرز            | (مجهول)                                    | اتحاد كرة القدم      | بروملي              | إنكلترا          | قسم رئيس الوزراء الدوري الإسبتامي            | يتم توثيق السنوات المبكرة من التجوال العقلي بشكل سيئ مع تاريخها المبكر بناء على ذكريات شفهية في وقت لاحق من القرن التاسع عشر. بناء على السنة المتكررة من عام 1860، فإن أقدم نادي يلعب الآن جمعية كرة القدم في لندن الكبرى. الخدمة المدنية السابقة F.C. |
| 1860 [أقل ألفا 1] | هالام                     | قواعد شيفيلد                               | اتحاد كرة القدم      | شيفيلد              | إنكلترا          | شمال المقاطعات قسم دوري الشرق واحد           | شارك في أول بطولة كرة القدم على الإطلاق. النادي الأصلي مذوب في عام 1886. |
| 1860.             | مانشستر                   | لعبة الركبي لكرة القدم                     | اتحاد الركبي         | مانشستر             | إنكلترا          | جنوب لانكس / شيشاير 1                        | لا يوجد اتصال أن نوادي الرابطة لكرة القدم مانشستر يونايتد F.c. أو مانشستر سيتي F.C .. |
| 1861.             | ساندهارست                 | كرة القدم الأسترالية                       | كرة القدم الأسترالية | بينديجو             | أستراليا         | دوري بنديجو لكرة القدم                       | أسس ج. ب. طومسون، أحد مخترعين القواعد الأسترالية لكرة القدم. |
| 1861.             | ريتشموند                  | لعبة الركبي لكرة القدم                     | اتحاد الركبي         | ريتشموند            | إنكلترا          | الدوري الوطني 1.                             | أحد النوادين الأولين (مع بارنز) للعب لعبة كرة القدم الرابطة، على الرغم من عدم كونها عضوا في FA. |
| 1861.             | قصر الكريستال             | اتحاد كرة القدم                            | اتحاد كرة القدم      | قصر الكريستال       | إنكلترا          | الدوري الممتاز                               | يدعي النادي المحترف الحالي أنه استمرار نادي قصر الهاوي الأصلي الذي تأسسه عام 1861، مما يجعله أقدم نادي احترافي في العالم. عضو مؤسس في فا. |
| 1861.             | أسماك القرش بيع           | لعبة الركبي لكرة القدم                     | اتحاد الركبي         | تخفيض السعر         | إنكلترا          | جلاجر برايم شب                               | حاليا في مسابقة الذروة المحلية لاتحاد الركبي في إنجلترا. |
| 1861، 18 يوليو    | مودبري                    | كرة القدم الأسترالية                       | كرة القدم الأسترالية | مودبري              | أستراليا         | الدوري الجنوبي الأسترالي لكرة القدم          | |
| 1862.             | مقاطعة نوتس               | الرمز الخاص                                | اتحاد كرة القدم      | نوتنغهام            | إنكلترا          | الدوري الوطني                                | تاريخ الموقع الرسمي NCFC. الأقدم بجميع نوادي كرة القدم في العالم من الفرق المحترفة. تأسس النادي رسميا في ديسمبر 1864، قبل ذلك موجود فقط بشكل غير رسمي |
| 1863.             | مدرسة سانت جورج           | لعبة الركبي لكرة القدم                     | اتحاد الركبي         | ركن هايد بارك       | إنكلترا          | دوري بوكس، المؤتمر الجنوبي الشرقي، الدوري 2A | عضو مؤسس للمستشفيات المتحدة RFC، وهو الوحيد من أعضاء المستشفيات المتحدة الأصلية التي هي في نفس النموذج كما في البداية. انتقل الفريق إلى تفويض، جنوب غرب لندن، في السبعينيات. |
| 1863 [أقل ألفا 1] | برادفورد                  | لعبة الركبي لكرة القدم                     | اتحاد كرة القدم      | برادفورد            | إنكلترا          | الدوري الوطني الشمالي                        | عضو مؤسس في الاتحاد الشمالي (RFL) في عام 1895. تم تغيير الرموز في عام 1907 وإعادة تسميته شارع برادفورد بارك A.F.. التي طيها عام 1974 وإصلاحها في عام 1988. |
| 1863 [أقل ألفا 1] | دارلينجتون RFC.           | لعبة الركبي لكرة القدم                     | اتحاد الركبي         | دارلينجتون          | إنكلترا          | دورهام / نورثمبرلاند 2                       | |
| 1863 [أقل ألفا 1] | مدينة عامرة، مدينة مزدهرة | قواعد تشارترهاهاوس                         | اتحاد كرة القدم      | ستوك على ترينت      | إنكلترا          | بطولة EFL                                    | في حين أن هناك مطالبات ناد لكرة القدم في ستوك تشكلت من قبل الأولاد القدامى من مدرسة المعكرونة في عام 1863 وهذا هو التاريخ الذي قدمه النادي الحالي، فإن القليل من الأدلة موجودة من هذا الكيان، ولكن هناك تقارير معاصرة في عام 1868 من تشكيل ستوك رموز، التي غيرت اسمها بعد بضع سنوات لتدوك نادي كرة القدم. هذا النادي لم ينشهد كأس الاتحاد الإنجليزي حتى عام 1883-84. التاريخ المستمر من الإصلاح في عام 1908 بعد انتهاء النادي الأصلي. لقد غير اسمه إلى ستوك سيتي في عام 1928 بعد منح ستوك على ترينت حالة المدينة. |
| 1863.             | كرايستشيرش                | قواعد خاصة                                 | اتحاد الركبي         | كرايستشيرش          | نيوزيلندا        | قسم واحد - كوب تليكوم                        | أقدم نادي يلعب الآن اتحاد الركبي في نيوزيلندا. |
| 1863 [أقل ألفا 1] | جامعة سيدني               | كرة القدم الركبي، كرة القدم الأسترالية [7] | اتحاد الركبي         | جامعة سيدني         | أستراليا         | نيو ساوث ويلز الاتحاد الرجبي                 | تاريخ المؤسسة المتنازع عليها من قبل مؤرخ توم هيكي الذي يجادل بأنه كان في الواقع عام 1865. أقدم نادي الاتحاد الرجبي الأسترالي؛ وفقا لطريقة الفطر بوينتسي.net، فإنه "تغازل" مع قواعد الفيكتوري "[القواعد الأسترالية] في مراحلها التشكيلية." نادي القواعد الأسترالية الحالية في الجامعة، نادي جامعة سيدني نادي كرة القدم الأسترالي، يدعي أنه مدعو من الصوفية، على الرغم من أن الجامعة لم تلعب لعبة قواعد أسترالية بين النادي حتى عام 1887.                                                                           |
| 1863.             | المهندسين الملكيون        | (مجهول)                                    | اتحاد كرة القدم      | لندن                | إنكلترا          | مسابقة الجيش البريطاني                       | فاز كأس الاتحاد الإنجليزي في عام 1875. |
| 1863 [أقل ألفا 1] | الخدمة المدنية            | اتحاد كرة القدم                            | اتحاد كرة القدم      | لندن                | إنكلترا          | قسم كبار الدوري الجنوبي للهواة 2             | العضو الأساسي الوحيد في الاتحاد الأساسي الذي لا يزال يلعب كرة القدم جمعية. تلعب الأندية التأسيسية الأخرى الآن لعبة الركبي أو هي بصراحة. المعروف أيضا باسم نادي مكتب الحرب. |
| 1864، أكتوبر      | ويركزام                   | اتحاد كرة القدم                            | اتحاد كرة القدم      | ويركزام             | ويلز             | الدوري الوطني                                | عندما ترقيم مكتبة ويلز الوطنية في أرشيفها في صحفتها في عام 2012، تم اكتشاف أدلة جديدة قد تم تشكيل ويركزام AFC في عام 1864 بدلا من 1872 والتي تم قبولها مسبقا باسم تاريخ المؤسسة. أسسها أعضاء نادي ويركزام للكريكت. أقدم نادي كرة قدم في ويلز من أي رمز |
| 1864.             | هدرسفايلد                 | لعبة الركبي لكرة القدم                     | دوري الركبي          | هدرسفايلد           | إنكلترا          | الدوري السوبر                                | أقدم نادي دوري الركبي في العالم. احتفل بالذكرى 150 في عام 2014. |
| 1864.             | كارلتون                   | كرة القدم الأسترالية                       | كرة القدم الأسترالية | كارلتون             | أستراليا         | دوري كرة القدم الأسترالي                     | المصدر: نادي كارلتون لكرة القدم. شاركت كارلتون بأعلى مستوى من رمزها لفترة أطول من أي ناد آخر. |
| 1864.             | ويليامستون                | كرة القدم الأسترالية                       | كرة القدم الأسترالية | ويليامستون          | أستراليا         | دوري كرة القدم الفيكتوري                     | النادي الثاني من ويليامستون الموجود. |
| 1864.             | بريج تاون                 | اتحاد كرة القدم                            | اتحاد كرة القدم      | بريج                | إنكلترا          | شمال المقاطعات قسم دوري الشرق واحد           | التاريخ التقليدي. |
| 1864، 8 ديسمبر    | بوينس آيرس C & RC         | كريكيت                                     | اتحاد الركبي         | سان فرناندو         | الأرجنتين        | اوربا برايميرا                               | على الرغم من أن BACRC لنفسها تضع تاريخ المؤسسة "قبل 8 ديسمبر 1864". يدعي بعض المؤرخين أن هناك أدلة وثائقة حول مباراة كريكيت التي يلعبها النادي في عام 1831. |
| 1865.             | غرب اسكتلندا              | لعبة الركبي لكرة القدم                     | اتحاد الركبي         | غلاسجو              | اسكتلندا         | قسم الدوري الأسكتلندي                        | أحد المؤسسين أعضاء SRU. |
| 1865.             | حمام                      | لعبة الركبي لكرة القدم                     | اتحاد الركبي         | حمام                | إنكلترا          | أبيفا رئاسة                                  | حاليا في مسابقة الذروة المحلية لاتحاد الركبي في إنجلترا. |
| 1865.             | هول                       | لعبة الركبي لكرة القدم                     | دوري الركبي          | كينغستون عند هول    | إنكلترا          | الدوري السوبر                                | ثاني أقدم نادي دوري الركبي الثاني في العالم. |
| 1865.             | غابة نوتنغهام             | (غير معروف) (ربما بدري)                    | اتحاد كرة القدم      | نوتنغهام            | إنكلترا          | بطولة EFL                                    | أكد EFL أن غابة نوتنغهام الآن النادي الأكبر الحالي الحالي بسبب عدم وجود أدلة لدعم مطالبة ستوك سيتي المتمثلة في تشكيلها في عام 1863. |
| 1866.             | يوكوهاما نادي كرة القدم   | لعبة الركبي لكرة القدم                     | اتحاد الركبي         | يوكوهاما            | اليابان          |                                              | أول نادي الركبي في اليابان. جزء من يوكوهاما البلد والنادي الرياضي منذ عام 1884. |
| 1866.             | هيرليكوينز                | لعبة الركبي لكرة القدم                     | اتحاد الركبي         | تويكنهام            | إنكلترا          | أبيفا رئاسة                                  | تأسست نادي هامبستيد لكرة القدم، وأعد تسمية نادي هاركلين لكرة القدم في عام 1870 حيث توقفت العضوية أن تكون أساسا من هامبستيد. نظرا لأن معدات النادي والقرطاسية كانت كل من مركبات الكربون الهيدروفلورية المرنية، فقد تم استخدام القاموس لإيجاد اسم بديل مقبول إلى هامبستيد بداية مع H ووافق جميع الأعضاء على هاركلين. |
| 1866.             | أكاديمالي جلاسجو          | لعبة الركبي لكرة القدم                     | اتحاد الركبي         | غلاسجو              | اسكتلندا         | قسم الدوري الوطني الاسكتلندي                 | أحد المؤسسين أعضاء SRU. |
| 1866.             | كابوندا                   | كرة القدم الأسترالية                       | كرة القدم الأسترالية | كابوندا             | أستراليا         | جمعية بروسا للضوء والجوازرة لكرة القدم       | |
| 1866، 20 أكتوبر   | سوينتون ولينبري           | لعبة الركبي لكرة القدم                     | دوري الركبي          | سوينتون             | إنكلترا          | بطولة RFL                                    | فاز بثلاث أكواب تحدي الدوري الركبي وست بطولات |
| 1867.             | WASPS" RFC."              | لعبة الركبي لكرة القدم                     | اتحاد الركبي         | كوفنتري             | إنكلترا          | الركبي الروائي                               | تأسست نادي هامبستيد لكرة القدم في عام 1866. أدى انقسام في العضوية إلى تشكيل اثنين من الأندية المختلفة: Harlequin F.. والدبابير. تم تشكيل نادي Wasps Football نفسه في عام 1867 في إيتون وخلف ميدليزيكس في شمال لندن. اعتبرت أسماء الحشرات والطيور والحيوانات الأخرى من المألوف في الفترة الفيكتورية. |
| 1867، 27 مارس     | اتلاتيكو دي روزاريو       | كريكيت                                     | اتحاد الركبي         | روزاريو             | الأرجنتين        | أعلى 12.                                     | لعبت أول مباراة الاتحاد الرجبي (التي كانت أيضا أول مباراة بين الأندية في الأرجنتين) في 28 يونيو 1886، مقابل بوينس آيرس F.C .. [16] [17] |
| 1867، 9 يوليو     | حديقة كوينز               | الرمز الخاص                                | اتحاد كرة القدم      | غلاسجو              | اسكتلندا         | الدوري الاسكتلندي واحد                       | حتى نوفمبر 2019، يعمل النادي كنادي الهواة الوحيد الذي يلعبه في SPFL. |
| 1867، 4 سبتمبر    | شيفيلد الأربعاء           | قواعد شيفيلد                               | اتحاد كرة القدم      | شيفيلد              | إنكلترا          | fl الدوري واحد                               | شكل نادي الكريكيت الأربعاء 1820 في دارنال، شيفيلد. يعرف أحيانا باسم دارنال الأربعاء C.C أو شيفيلد يوم الأربعاء في عام 1867، تم تشكيل قسم كرة قدم يعرف باسم نادي الأربعاء لكرة القدم. في عام 1929 غير كلوب كرة القدم رسميا اسمه إلى نادي شيفيلد يوم الأربعاء لكرة القدم. |
| 1868.             | تايفيرتون                 | لعبة الركبي لكرة القدم                     | اتحاد الركبي         | تايفيرتون           | إنكلترا          | تحية كورنوال / ديفون دوري                    | يعرف نادي تايفيرتون للرغبي باسم نادي ديفون الأقدم. |
| 1868.             | تركسبرج تركس              | (مجهول)                                    | اتحاد كرة القدم      | فوردنج بردج         | إنكلترا          | بورنموث السبت دوري كرة القدم                 | |
| 1868.             | بيرثشير                   | لعبة الركبي لكرة القدم                     | اتحاد الركبي         | في بيرث             | اسكتلندا         | قسم الدوري الأسكتلندي                        | |
| 1868.             | برايتون "                 | لعبة الركبي لكرة القدم                     | اتحاد الركبي         | برايتون             | إنكلترا          | لندن وجنوب إيست رئيس مجلس الدولة             | كما تأسست قبل RFU أنها واحدة من الأندية القليلة التي تم تعيينها f.c. بدلا من r.f.c. |
| 1869.             | جامعة أكسفورد RFC.        | لعبة الركبي لكرة القدم                     | اتحاد الركبي         | أوكسفورد            | إنكلترا          |                                              | تنافس النادي في مباراة الاستشعار كل عام ضد جامعة كامبريدج في تويكنهام. |
| 1869.             | جامعة غلاسكو              | لعبة الركبي لكرة القدم                     | اتحاد الركبي         | غلاسجو              | اسكتلندا         | المسابقات الجامعية الاسكتلندية               | |
| 1869.             | جامعة الملكة              | لعبة الركبي لكرة القدم                     | اتحاد الركبي         | جامعة الملكة بلفاست | أيرلندا الشمالية | رابطة أيرلندا                                | أقدم نادي ثاني في أيرلندا الشمالية. الحالية في الفرقة 2A |
| 1869، 3 نوفمبر    | هاميلتون                  | لعبة الركبي لكرة القدم                     | كرة القدم الكندية    | هاميلتون            | كندا             | دوري كرة القدم الكندي                        | تم تسمية HFBC باسم "النمور" في عام 1873. ودمجت مع هاملتون فلاينج وايلد كاتس في عام 1950 لتشكيل قطط هاملتون تايجر كاتس . أقدم فريق كرة قدم محترف حالي للجريديون. |
| 1869.             | شمال ملبورن               | كرة القدم الأسترالية                       | كرة القدم الأسترالية | شمال ملبورن         | أستراليا         | دوري كرة القدم الأسترالي                     | كان يعرف باختصار باسم "نادي الهثام لكرة القدم" بين عامي 1877 و 1888، بسبب تغيير في اسم المدينة. |
| 1869.             | كيلمارنوك                 | لعبة الركبي لكرة القدم                     | اتحاد كرة القدم      | كيلمارنوك           | اسكتلندا         | البطولة الاسكتلندية                          | أقدم نادي احترافي في اسكتلندا. |
| 1869.             | كلافام روفيرس             | اتحاد كرة القدم                            | اتحاد كرة القدم      | لندن                | إنكلترا          | سبورتمان قسم الهواة                          | فاز كأس الاتحاد الإنجليز في عام 1880 |

## 1870–1879
| تاريخ             | النادي                        | الرمز الأصلي           | الرموز الحالية       | مدينة / ضاحية      | دولة             | حالة                                         | ملحوظات |
| 1870.             | ويلينغتون نادي كرة القدم      | لعبة الركبي لكرة القدم | اتحاد الركبي         | ولينغتون           | نيوزيلندا        | مهنة اتحاد كرة القدم الرجبي للكبار ويلينجتون | |
| 1870.             | مايدنهيد يونايتد              | اتحاد كرة القدم        | اتحاد كرة القدم      | بكارة              | إنكلترا          | الدوري الوطني                                | |
| 1870.             | ليدز رينوس                    | لعبة الركبي لكرة القدم | دوري الركبي          | ليدز               | إنكلترا          | الدوري السوبر                                | |
| 1870.             | ساوثيند                       | لعبة الركبي لكرة القدم | اتحاد الركبي         | ساوثيند            | إنكلترا          | الدوري الوطني 2 الجنوب                       | |
| 1870، 12 مايو     | ميناء أديليد                  | كرة القدم الأسترالية   | كرة القدم الأسترالية | ميناء أديليد       | أستراليا         | دوري كرة القدم الأسترالي                     | لعبت في Sanfl حتى عام 1997 عندما دخلت AFL. فقط النادي غير الفيكتوري موجود فقط لتتنافس في الدوري. |
| 1870.             | سترانير                       | اتحاد كرة القدم        | اتحاد كرة القدم      | سترانير            | اسكتلندا         | الدوري الاسكتلندي اثنين                      | |
| 1870.             | أبينغدون تاون                 |                        | اتحاد كرة القدم      | أبيندون            | إنكلترا          | الدوري الهيليني لكرة القدم                   | |
| 1870.             | داروين                        | لعبة الركبي لكرة القدم | اتحاد كرة القدم      | داروين             | إنكلترا          | دوري غرب لانكشاير لكرة القدم                 | انتهى النادي في عام 2009 وإصلاحه في وقت لاحق كما ايه اف سي داروين. |
| 1870.             | ببرتون                        | لعبة الركبي لكرة القدم | اتحاد الركبي         | بيرتون عند ترينت   | إنكلترا          | ميدلاندز 1 الغرب                             | لقد غير النادي منذ ذلك الحين اسمه إلى نادي بيرتون روجبي لكرة القدم |
| 1870، 22 نوفمبر   | مارلو                         | اتحاد كرة القدم        | اتحاد كرة القدم      | مارلو              | إنكلترا          | الدوري الجنوبي لكرة القدم                    | |
| 1870.             | عودة ببريوري                  | اتحاد كرة القدم        | اتحاد كرة القدم      | عدل                | إنكلترا          | ساري النخبة دوري كرة القدم المتوسطة          | شارك في أول رحلة كأس الاتحاد الإنجليزي من أي وقت مضى. يعتقد أنه أقدم نادي في Surrey. لا يزال يلعب على أرضهم الأصلية. |
| 1871.             | ايلنج ترينفيلدرز              | لعبة الركبي لكرة القدم | اتحاد الركبي         | إيلينج، لندن       | إنكلترا          | بطولة RFU.                                   | لعب النادي أول مباراة لها في عام 1869 ولكن تم إنشاء تاريخ التأسيس الرسمي في عام 1871. |
| 1871.             | رؤساء إكستر                   | لعبة الركبي لكرة القدم | اتحاد الركبي         | إكسيتر             | إنكلترا          | الركبي الروائي                               | تأسست نادي إكستر روجبي في عام 1871. لعب النادي أول مباراة لها في عام 1873 مقابل كلية سانت لوقا. في عام 1890، فازوا بكأس ديفون. |
| 1871.             | نادي هينلي تاون لكرة القدم    | كرة القدم أوكسفوردشاير |                      | هينلي في التايمز   | إنكلترا          |                                              | |
| 1871.             | نادي عرارات لكرة القدم        | كرة القدم الأسترالية   | كرة القدم الأسترالية | عرارات             | أستراليا         | وريميرا لكرة القدم                           | |
| 1871.             | ستراثام كرويدون RFC           | لعبة الركبي لكرة القدم | اتحاد الركبي         | ثورنتون هيث        | إنكلترا          |                                              | تأسست نادي نادي ستراثام للرغبي لكنه في وقت لاحق كرويدون بعد الانتقال من ستراثام كومون إلى ثورنتون هيث. |
| 1871.             | ساوثول                        | اتحاد كرة القدم        | اتحاد كرة القدم      | ساوثول             | إنكلترا          | مجتمعة المقاطعات دوري بريمير شمال            | |
| 1871.             | اوكس بريدج                    | اتحاد كرة القدم        | اتحاد كرة القدم      | اوكس بريدج         | إنكلترا          | قسم الدوري الجنوبي لكرة القدم                | |
| 1871.             | باركينهيد بارك                | لعبة الركبي لكرة القدم | اتحاد الركبي         | بريكينهيد          | إنكلترا          | الدوري الوطني 3 شمال                         | |
| 1871              | روشديل هورنتس                 | لعبة الركبي لكرة القدم | دوري الركبي          | روشديل             | إنكلترا          | البطولة 1.                                   | |
| 1871.             | ووركستر واريور                | لعبة الركبي لكرة القدم | اتحاد الركبي         | ووستر              | إنكلترا          | الركبي الروائي                               | يعود تاريخ نادي ووركستور للرغبي إلى عام 1871، ويعود الفضل في تأسيسه إلى رجل الدين القس فرانسيس جون إلد. قام فريق اللعب بأول نزهة له في 8 نوفمبر 1871 ضد مدفعية ورسستر في مكان سومرست. |
| 1871، 9 نوفمبر    | جامعة أكسفورد                 | اتحاد كرة القدم        | اتحاد كرة القدم      | أوكسفورد           | إنكلترا          | بوكس كرة القدم                               | |
| 1871، 25 ديسمبر   | قراءة                         | اتحاد كرة القدم        | اتحاد كرة القدم      | قراءة              | إنكلترا          | بطولة دوري كرة القدم                         | |
| 1872.             | جامعة كامبريدج R.U.F.         | لعبة الركبي لكرة القدم | اتحاد الركبي         | كامبريدج           | إنكلترا          | #VALUE!                                      | يلعب الفريق جامعة أكسفورد RFC في مباراة الاستشعار السنوية في استاد تويكنهام كل شهر ديسمبر. |
| 1872.             | لوتروورث.                     | لعبة الركبي لكرة القدم | اتحاد الركبي         | لوتروورث.          | إنكلترا          | ميدلاندز 2 الشرق (الجنوب)                    | |
| 1872.             | دومبارتون                     | اتحاد كرة القدم        | اتحاد كرة القدم      | دومبارتون          | اسكتلندا         | الدوري الاسكتلندي واحد                       | عضو مؤسس في الدوري الاسكتلندي لكرة القدم، والفائزين المشتركين في أول لقب دوري كرة القدم الاسكتلندي في عام 1890-1. |
| 1872.             | اخطار                         | اتحاد كرة القدم        | اتحاد كرة القدم      | غلاسجو             | اسكتلندا         | رئيس الوزراء الاسكتلندي                      | عضو مؤسس في الدوري الاسكتلندي لكرة القدم، والفائزين المشتركين في أول لقب دوري كرة القدم الاسكتلندي في عام 1890-1. |
| 1872.             | هايدلبرجر RK.                 | لعبة الركبي لكرة القدم | اتحاد الركبي         | هايدلبرغ           | ألمانيا          | لعبة الركبي البوندسليجا                      | |
| 1872.             | كليفتون                       | لعبة الركبي لكرة القدم | اتحاد الركبي         | كليفتون            | إنكلترا          | الدوري الوطني 2 الجنوب                       | |
| أكتوبر 1872.      | سيفن درويدس                   | اتحاد كرة القدم        | اتحاد كرة القدم      | ويركزام            | ويلز             | الولزية الدوري الممتاز                       | سنة 1872 ادعى في التاريخ الرسمي للنادي. دمج درويد مع اسريفير يونايتد في أغسطس 1927 لتشكيل درويدس يونايتد اندمجت درويدس يونايتد مع سيفن ألبيون في عام 1992 لتشكيل سيفن درويدس. هناك العديد من التناقضات في التاريخ الرسمي للنادي بالمقارنة مع المصادر التاريخية الأولية. تم تشكيل أرشيف الصحف تظهر النادي كروبون روفرز في أكتوبر 1872. كما تم تشكيل محفوظات صحيفة النادي الحكومي كما بلازمادوك في عام 1874. اسم درويدس لا يظهر في أي مكان حتى عام 1876. |
| 1872.             | ويغان واريور                  | لعبة الركبي لكرة القدم | دوري الركبي          | ويغان              | إنكلترا          | الدوري السوبر                                | |
| 1872.             | مدينة كوكفيلد                 | اتحاد كرة القدم        | اتحاد كرة القدم      | كوكفيلد            | إنكلترا          | منتصف دوري كرة القدم ساسكس                   | أسسها السيد ويندام بوريل والسيد G.T. الرايات في عام 1872 كما ادعى في التاريخ الرسمي للنادي. ومؤسس أعضاء دوري ساسكس منتصف عام 1900. |
| 1872.             | إيسينندون                     | كرة القدم الأسترالية   | كرة القدم الأسترالية | إيسينندون          | أستراليا         | دوري كرة القدم الأسترالي                     | على الرغم من أن التاريخ الدقيق للمؤسسة لا يزال غير واضح، فكرت إليسندون في تشكيلها في عام 1872 في منزل روبرت ماككرنس |
| 1873، 2 أبريل     | سانت كيلدا                    | كرة القدم الأسترالية   | كرة القدم الأسترالية | سانت كيلدا         | أستراليا         | دوري كرة القدم الأسترالي                     | |
| 1873، 3 مايو      | نور نورث شور روجبي لكرة القدم | لعبة الركبي لكرة القدم | اتحاد الركبي         | ديفونبورت، أوكلاند | نيوزيلندا        | نورث هاربور للرجبي                           | أقدم نادي الركبي لا يزال موجودا في نيوزيلندا. |
| 1873.             | غلوسستر الركبي                | لعبة الركبي لكرة القدم | اتحاد الركبي         | غلوستر             | إنكلترا          | الركبي الروائي                               | تم تشكيل النادي في عام 1873 بعد اجتماع في فندق النسر المنتشر مع الإعلان في مجلة غلوسستر: "تم تشكيل نادي كرة قدم (كما تم استدعاء لعبة الركبي) في هذه المدينة - تبدأ عمليات الموسم في السبا في الأول الثلاثاء في الشهر المقبل. " ثم تم تنظيم فريق لتشغيل مدرسة الكلية، التي تم لعبها فعليا على أرض كنجشولم الحالية. |
| 1873.             | سانت هيلينز                   | لعبة الركبي لكرة القدم | دوري الركبي          | سانت هيلينز        | إنكلترا          | الدوري السوبر                                | |
| 1873.             | ويكفيلد الثالوث               | لعبة الركبي لكرة القدم | دوري الركبي          | ويكفيلد            | إنكلترا          | الدوري السوبر                                | |
| 1873.             | تورونتو أرجونتس               | لعبة الركبي لكرة القدم | كرة القدم الكندية    | تورونتو            | كندا             | دوري كرة القدم الكندي                        | تأسست كفريق من لعبة الركبي من قبل نادي تورونتو أرجونتو للتجديف، في حد ذاته في العام السابق في عام 1872. |
| 1873.             | هاليفاكس                      | لعبة الركبي لكرة القدم | دوري الركبي          | هاليفاكس           | إنكلترا          | بطولة                                        | أعضاء مؤسس في اتحاد الركبي الشمالي. |
| 1873.             | هيليسوين تاون                 | اتحاد كرة القدم        | اتحاد كرة القدم      | هيليسوين           | إنكلترا          | قسم الدوري الجنوبي لكرة القدم                | |
| 1873.             | مدينة تشيبنهام                | اتحاد كرة القدم        | اتحاد كرة القدم      | تشيبينهام          | إنكلترا          | الدوري الجنوبي لكرة القدم                    | |
| 1873.             | اكسماوث                       | لعبة الركبي لكرة القدم | اتحاد الركبي         | اكسماوث            | إنكلترا          | الدوري الوطني 2 الجنوب                       | |
| 1873، 1 أكتوبر    | كيركالدي                      | لعبة الركبي لكرة القدم | اتحاد الركبي         | كيركالدي           | اسكتلندا         | قسم الدوري الوطني الاسكتلندي                 | تأسست في عام 1873 لكنها لعبت أول مباراة مسجلة في 3 يناير 1874. |
| 1873.             | سالفورد الشياطين الحمر        | لعبة الركبي لكرة القدم | دوري الركبي          | سالفورد            | إنكلترا          | الدوري السوبر                                | |
| 1874.             | كوفنتري R.F.                  | لعبة الركبي لكرة القدم | اتحاد الركبي         | كوفنتري            | إنكلترا          | بطولة RFU.                                   | في عام 1874، شاركت مجموعة، بما في ذلك أعضاء نادي ستوك الكريكيت، في ما يمكن وصفه بأنه لعبة أولية من كرة الركبي لعبت في كوفنتري. |
| 1874، 8 يونيو     | نادي روتشستر لكرة القدم       | كرة القدم الأسترالية   | كرة القدم الأسترالية | روتشستر            | أستراليا         | جامعة جولبرن فالي لكرة القدم                 | |
| 1874، 19 يونيو    | تبجع سيدني                    | كرة القدم الأسترالية   | كرة القدم الأسترالية | سيدني              | أستراليا         | دوري كرة القدم الأسترالي                     | سابقا يقع والمعروف باسم جنوب ملبورن. انتقل إلى سيدني في عام 1981. |
| 1874.             | ميناء ملبورن                  | كرة القدم الأسترالية   | كرة القدم الأسترالية | ميناء ملبورن       | أستراليا         | دوري كرة القدم الفيكتوري                     | |
| 1874.             | انفيركارجيل البلوز            | اتحاد الركبي           | اتحاد الركبي         | انفيركارجيل        | نيوزيلندا        | قسم رئيس مجلس الدولة ساوثلاند                | السمعة أقدم نادي الركبي لا يزال موجودا في نيوزيلندا. |
| 1874.             | بونسونبي ار اف سي             | اتحاد الركبي           | اتحاد الركبي         | أوكلاند            | نيوزيلندا        | اتحاد أوكلاند الرجبي لكرة القدم              | أقدم نادي في اتحاد أوكلاند الأقدم الثاني في أوكلاند. |
| 1874.             | بولتون واندررز                | اتحاد كرة القدم        | اتحاد كرة القدم      | بولتون             | إنكلترا          | رابطة كرة القدم                              | تأسست النادي ككنيسة المسيح وكان أحد أعضاء مؤسس دوري كرة القدم في عام 1888. |
| 1874.             | غرينوك مورتون                 | اتحاد كرة القدم        | اتحاد كرة القدم      | غرينوك             | اسكتلندا         | البطولة الاسكتلندية                          | |
| 1874.             | ارثرولاي                      | اتحاد كرة القدم        | اتحاد كرة القدم      | باريهيد            | اسكتلندا         | غرب مؤتمر دوري اسكتلندا                      | |
| 1874.             | قلب ميدلوثيان                 | اتحاد كرة القدم        | اتحاد كرة القدم      | إدنبرة             | اسكتلندا         | رئيس الوزراء الاسكتلندي                      | |
| 1874.             | هاميلتون الأكاديمي            | اتحاد كرة القدم        | اتحاد كرة القدم      | هاميلتون           | اسكتلندا         | البطولة الاسكتلندية                          | |
| 1874.             | استون فيلا                    | اتحاد كرة القدم        | اتحاد كرة القدم      | بيري بار           | إنكلترا          | الدوري الممتاز                               | تأسست في عام 1874، أيضا عضو مؤسس في رابطة كرة القدم. أقدم نادي كرة قدم حاليا في الدوري الإنجليزي الممتاز. |
| 1874.             | فيكتوريا نورثيايتش            | اتحاد كرة القدم        | اتحاد كرة القدم      | نورثيتش            | إنكلترا          | قسم رئيس الوزراء في الدوري الإنجليزي الشمالي | كان تاريخ مؤسسة نورثوتش فيكتوريا على الأقل في وقت مبكر من عام 1874. عضو مؤسس في تشيشير فا، قسم دوري كرة القدم الثاني، تركيبة ودوري مقاطعة تشيشاير. حقل الحفر الأرضي المنزلي، في وقت هدمه في عام 2002، كان يعتقد أنه أقدم أرض كرة قدم في العالم. |
| 1874.             | مدينة ماكليسفيلد              | اتحاد كرة القدم        | اتحاد كرة القدم      | ماكليسفيلد         | إنكلترا          | دوري كرة القدم 2.                            | |
| 1874.             | بورتارلنجتون ديمونز           | كرة القدم الأسترالية   | كرة القدم الأسترالية | بورتارلنجتون       | أستراليا         | بيلارين لكرة القدم                           | |
| 1875.             | دونكاستر فرسان                | لعبة الركبي لكرة القدم | اتحاد الركبي         | دونكاستر           | إنكلترا          | بطولة RFU.                                   | تأسس نادي دونجاستر للرغبي في عام 1875 على الرغم من وجود بعض الأدلة على جانب الركبي في المدينة في تاريخ سابق. |
| 1875 [أقل ألفا 1] | بلدة لامبيتر                  | لعبة الركبي لكرة القدم | اتحاد الركبي         | لامبيتر            | ويلز             | شعبة ورو أربعة غرب                           | معترف به رسميا من قبل الاتحاد الولزية للرجبي كأقدم نادي الركبي في ويلز، عندما جلبت مباراة رولاند روديامز إلى الكلية في عام 1850. يلعب النادي حاليا داخل جامعات الجامعات والكليات البريطانية. |
| 1875.             | برمنغهام سيتي                 | اتحاد كرة القدم        | اتحاد كرة القدم      | هيث صغير           | إنكلترا          | بطولة دوري كرة القدم                         | |
| 1875.             | بلاكبيرن روفرز                | اتحاد كرة القدم        | اتحاد كرة القدم      | حرق الأسود         | إنكلترا          | بطولة دوري كرة القدم                         | مؤسس أعضاء كل من رابطة كرة القدم ودوري الدوري الممتاز. |
| 1875، 11 سبتمبر   | بورنموث                       | اتحاد كرة القدم        | اتحاد كرة القدم      | بورنموث            | إنكلترا          | دوري ويزيكس                                  | المعروفة باسم بورنموث الخشخاش لتجنب الارتباك مع نادي دوري كرة القدم في الاتحاد الآسيوي لكرة القدم عضو في جمعية كرة القدم، هامبشاير F.a. وبورينموث |
| 1875.             | ديوسبري رامس                  | لعبة الركبي لكرة القدم | دوري الركبي          | ديوسبري            | إنكلترا          | بطولة (دوري الركبي)                          | فاز 2 كؤوس التحدي (1911-12، 1942-43) و 1 بطولة (1972-1973). |
| 1875.             | هيبرينيان                     | اتحاد كرة القدم        | اتحاد كرة القدم      | إدنبرة             | اسكتلندا         | رئيس الوزراء الاسكتلندي                      | تطابق ديربي إدنبره بين قلب ميدلوثيان والحبر هو أقدم مباراة ديربي التي لعبت بانتظام في العالم. |
| 1875.             | نادي مرسيدس                   | اتحاد كرة القدم        | اتحاد كرة القدم      | مرسيدس             | الأرجنتين        | تورينيو فيديرال سي                           | أقدم نادي يتنافس حاليا في أي رابطة أرجنتينية لكرة القدم. |
| 1875.             | ريدروث                        | لعبة الركبي لكرة القدم | اتحاد الركبي         | كورنوال            | إنكلترا          | الدوري الوطني 2 الجنوب                       | |
| 1875.             | تونتون                        | لعبة الركبي لكرة القدم | اتحاد الركبي         | تونتون             | إنكلترا          | الدوري الوطني 2 الجنوب                       | |
| 1875.             | ويدنز فايكنج                  | لعبة الركبي لكرة القدم | دوري الركبي          | ويدنز              | إنكلترا          | الدوري السوبر                                | تشكلت شركة فارنورث ابليتون اف سي في أواخر عام 1875، وأصبحت ويدنز اف سي في مايو 1876 لعب قواعد الركبي على الرغم من لعب مباراتين تحت قواعد الرابطة مقابل نورث وتش فيكتوريا في المواسم الأولين. |
| 1875 [أقل ألفا 1] | نيو تاون ايه اف سي            | اتحاد كرة القدم        | اتحاد كرة القدم      | بلدة جديدة         | ويلز             | الولزية الدوري الممتاز                       | سنة 1875 ادعى في التاريخ الرسمي للنادي لأن هذا هو تاريخ المؤسسة لنجوم نيوتاون وايت ستارز . شكلت نيو تاون ايه اف سي في عام 1885 عندما دمج نجوم نيوتاون البيضاء مع نيو تاون ايكسكيلسيور. |
| 1875.             | مونتيفيديو ج.                 | كريكيت                 | اتحاد الركبي         | مونتيفيديو         | أوروجواي         | كامبيونو أوروجوايو                           | كانت الرياضة الأولى التي تمارسها لعبة الكريكيت، ثم تضيف اقتراح كرة القدم والركبي. 1875 يشير إلى أول لعبة لعبة الركبي المسجلة من قبل MVCC، على الرغم من أن هذه الرياضة قد تم تقديمها من قبل. |
| 1875.             | بارو غزاة                     | لعبة الركبي لكرة القدم | دوري الركبي          | فرض                | إنكلترا          | الدوري 1.                                    | انضم إلى اتحاد كرة القدم الشمالي لكرة القدم في عام 1897 |
| 1876.             | ساراكينز ايه اف سي            | لعبة الركبي لكرة القدم | اتحاد الركبي         | لندن               | إنكلترا          | الركبي الروائي                               | تأسست ساراكينز في عام 1876 من قبل الأولاد القدامى من المدرسة البذيئة في ماريليبون، لندن (في وقت لاحق ليصبحون مدرسة ماريليبون جرامر. |
| 1876.             | الكارغروس القديم              | اتحاد كرة القدم        | اتحاد كرة القدم      | ساري               | إنكلترا          | رابطة آرثورية                                | |
| 1876.             | الغابات القديمة               | اتحاد كرة القدم        | اتحاد كرة القدم      | لندن               | إنكلترا          | رابطة آرثورية                                | بدأت مدرسة الغابات، والتهامستو، لعب كرة القدم C.1857. لعبت الغابات القديمة من بعد وقت قصير من هذا العام، أقرب مباراة مسجلة مقابل مدرسة الغابات في سبتمبر 1864، لكن النادي لم يتسم رسميا حتى عام 1876. |
| 1876.             | جنوب أديليد                   | كرة القدم الأسترالية   | كرة القدم الأسترالية | أديليد             | أستراليا         | سانفي                                        | جنوب اديلايد هي أقدم نادي كرة قدم الثاني في جنوب أستراليا. |
| 1876.             | مدينة بانجور                  | اتحاد كرة القدم        | اتحاد كرة القدم      | بانجور             | ويلز             | جامعة ويلز                                   | |
| 1876.             | النمور ألبوري                 | كرة القدم الأسترالية   | كرة القدم الأسترالية | ألبوري             | أستراليا         | أفران وموراي دوري كرة القدم                  | |
| 1876.             | وارينغتون الذئاب              | لعبة الركبي لكرة القدم | دوري الركبي          | وارينغتون          | إنكلترا          | الدوري السوبر                                | |
| 1876.             | تشيرك ايه ايه ايه             | اتحاد كرة القدم        | اتحاد كرة القدم      | ويركزام            | ويلز             | الدوري الويلزي الوطني (منطقة ويركزام)        | تشكلت في عام 1876 مثل Chirk FC. الفائزين بكأس الويلزية في 5 مناسبات. |
| 1876.             | ويستماوث                      | لعبة الركبي لكرة القدم | اتحاد الركبي         | مونتريال           | كندا             | القسم الثاني في اتحاد روجي كيبيك             | أقدم نادي الركبي النشط (باستثناء فرق الجامعة) في أمريكا الشمالية. تأسست نادي مونتريال لكرة القدم. |
| 1876.             | ميناء فال                     | اتحاد كرة القدم        | اتحاد كرة القدم      | بورسلم             | إنكلترا          | رابطة كرة القدم                              | يدعي النادي أنه تم تأسيسه في عام 1876، على الرغم من أن الأبحاث المعاصرة تشير إلى أن النادي ربما تأسس في عام 1879. |
| 1876.             | فالكيرك                       | اتحاد كرة القدم        | اتحاد كرة القدم      | فالكيرك            | اسكتلندا         | الدوري الاسكتلندي واحد                       | |
| 1876.             | ستافورد رينجرز                | اتحاد كرة القدم        | اتحاد كرة القدم      | ستافورد            | إنكلترا          | إيفو ستيك بريمير، إنجلترا                    | |
| 1876.             | ميدلسبره                      | اتحاد كرة القدم        | اتحاد كرة القدم      | ميدلسبره           | إنكلترا          | بطولة دوري كرة القدم                         | |
| 1876.             | بارتيك ثيسل                   | اتحاد كرة القدم        | اتحاد كرة القدم      | غلاسجو             | اسكتلندا         | البطولة الاسكتلندية                          | |
| 1876.             | نادي كوبنهاغن للكرة.          | لونج بول الدنماركية    | اتحاد كرة القدم      | كوبنهاغن           | الدنمارك         | سوبر ليجا الدنماركية                         | تشكلت في عام 1876، ولكن تمت إضافة رابطة كرة القدم في عام 1878. النادي نفسه يدعي أنه أقدم نادي كرة قدم في أوروبا القارية. في عام 1991، اندمج نادي كوبنهاغن للكرة. B 1903 فرقهم المهنية لكرة القدم وتشكيل F.c. كوبنهاغن. |
| 1876.             | تاينيدال                      | لعبة الركبي لكرة القدم | اتحاد الركبي         | كوربريدج           | إنكلترا          | الدوري الوطني 1.                             | |
| 1876.             | كوغلي كوجرز                   | لعبة الركبي لكرة القدم | دوري الركبي          | كيغلي              | إنكلترا          | الدوري 1.                                    | |
| 1876.             | أولدهام                       | لعبة الركبي لكرة القدم | دوري الركبي          | أولدهام            | إنكلترا          | بطولة RFL                                    | |
| 1877.             | نوتنغهام R.F.                 | لعبة الركبي لكرة القدم | اتحاد الركبي         | نوتنغهام           | إنكلترا          | بطولة RFU.                                   | تأسست النادي حوالي عام 1877 من ألكساندر بيركين بعد العودة من مدرسة الركبي، حيث تم تقديمه إلى الرياضة. |
| 1877.             | نيوكاسل الصقور                | لعبة الركبي لكرة القدم | اتحاد الركبي         | نيوكاسل على تاين   | إنكلترا          | الركبي الروائي                               | تأسست النادي في عام 1877 كأنادي نادي جوسفورث لكرة القدم. |
| 1877.             | كلايد                         | اتحاد كرة القدم        | اتحاد كرة القدم      | غلاسجو             | اسكتلندا         | الدوري الاسكتلندي واحد                       | انتقل إلى كامبيرنالد. |
| 1877.             | كرو ألكسندرا                  | اتحاد كرة القدم        | اتحاد كرة القدم      | طقم                | إنكلترا          | رابطة كرة القدم                              | |
| 1877.             | سانت ميرين                    | اتحاد كرة القدم        | اتحاد كرة القدم      | بيزلي              | اسكتلندا         | رئيس الوزراء الاسكتلندي                      | |
| 1877.             | ولفرهامبتون واندررز           | اتحاد كرة القدم        | اتحاد كرة القدم      | ولفرهامبتون        | إنكلترا          | الدوري الممتاز                               | تشكلت القديس لوكيس، قبل الدمج مع التجوال بعد عامين. عضو مؤسس في دوري كرة القدم. |
| 1877.             | البلدغ الغربي                 | كرة القدم الأسترالية   | كرة القدم الأسترالية | فوتسكراي           | أستراليا         | وافر                                         | تأسست "نادي القدم لكرة القدم". |
| 1878.             | لندن الاسكتلندي F.C.          | لعبة الركبي لكرة القدم | اتحاد الركبي         | ريتشموند           | إنكلترا          | بطولة RFU.                                   | في أوائل عام 1878، قرر ثلاثة أعضاء اسكتلنديين في فريق يسمى سانت أندرو روفرز FC بالخروج لتشكيل ناديهم للسكقق. |
| 1878.             | مدينة كوجيشال اف سي           | اتحاد كرة القدم        | اتحاد كرة القدم      | كوجيشال            | إنكلترا          | الدوري الإسبتيان                             | ثاني أقدم نادي في إسيكس، تأسست في 27 سبتمبر 1878 |
| 1878.             | نادي نوروود كرة القدم         | كرة القدم الأسترالية   | كرة القدم الأسترالية | أديليد             | أستراليا         | سنافي                                        | واحدة من أقدم نوادي كرة القدم في جنوب أستراليا |
| 1878.             | وست بروميتش البيون            | اتحاد كرة القدم        | اتحاد كرة القدم      | غرب بروميتش        | إنكلترا          | بطولة دوري كرة القدم                         | تأسست مع عربات برومويتش الغربية، قبل أن تبني لاحقة ألبيون بعد عامين. عضو مؤسس في دوري كرة القدم. |
| 1878.             | إيفرتون                       | اتحاد كرة القدم        | اتحاد كرة القدم      | ليفربول            | إنكلترا          | الدوري الممتاز                               | أيضا عضو مؤسس في دوري كرة القدم. لعب النادي لعبة الكريكيت لمدة عامين قبل اعتماد رابطة كرة القدم، لذلك يمكن أن يقال إنه تم تشكيله في عام 1876. |
| 1878.             | مانشستر يونايتد               | اتحاد كرة القدم        | اتحاد كرة القدم      | مانشستر            | إنكلترا          | الدوري الممتاز                               | تأسست نادي نيوتن هيث لير لكرة القدم في عام 1878، قام النادي بتغيير اسمه إلى مانشستر يونايتد في عام 1902 وانتقل إلى أولد ترافورد عام 1910. |
| 1878.             | كيركنتيوك روب روي             | اتحاد كرة القدم        | اتحاد كرة القدم      | كيركنتيوك          | اسكتلندا         | غرب قسم دوري اسكتلندا                        | |
| 1878.             | لوغار بوسويل الشوك            | اتحاد كرة القدم        | اتحاد كرة القدم      | لوجار              | اسكتلندا         | غرب مؤتمر دوري اسكتلندا                      | تأسست لوغار بوسويل ولعبت حتى عام 1939 وإصلاحها 1945 كما لوغار بوزويل الشوك. |
| 1878.             | leigh centurions              | لعبة الركبي لكرة القدم | دوري الركبي          | ليو                | إنكلترا          | بطولة RFL                                    | |
| 1879.             | ميلتون                        | كرة القدم الأسترالية   | كرة القدم الأسترالية | ميلتون             | أستراليا         | رابطة بالارات لكرة القدم                     | |
| 1879.             | فولهام                        | اتحاد كرة القدم        | اتحاد كرة القدم      | لندن               | إنكلترا          | بطولة دوري كرة القدم                         | |
| 1879.             | برورا رينجرز                  | اتحاد كرة القدم        | اتحاد كرة القدم      | براورا             | اسكتلندا         | الدوري المرتفعات                             | |
| 1879.             | سندرلاند                      | اتحاد كرة القدم        | اتحاد كرة القدم      | سندرلاند           | إنكلترا          | رابطة كرة القدم                              | |
| 1879.             | اتش اف سي الملكي              | اتحاد كرة القدم        | اتحاد كرة القدم      | هارلم              | هولندا           | تويدي دايفيسي.                               | أقدم النادي الهولندي |
| 1879.             | دونكاستر روفرز                | اتحاد كرة القدم        | اتحاد كرة القدم      | دونكاستر           | إنكلترا          | رابطة كرة القدم                              | |
| 1879.             | سويندون تاون F.c.             | اتحاد كرة القدم        | اتحاد كرة القدم      | سويندون            | إنكلترا          | دوري كرة القدم اثنين                         | تأسست سويندون آسيا في عام 1879، أصبحت سبارتان في عام 1880 وسويندون بلدة عام 1883. |
| 1879، 20 سبتمبر   | كليفتونفيل                    | اتحاد كرة القدم        | اتحاد كرة القدم      | بلفاست             | إيرلندا الشمالية | رئاسة الاتحاد الوطني لكرة القدم.             | أقدم نادي كرة القدم في أيرلندا. |
| 1879، 19 أبريل    | سانت غالن                     | اتحاد كرة القدم        | اتحاد كرة القدم      | سانت غالن          | سويسرا           | الدوري السويسري سوبر                         | |
| 1879.             | جيرسي ريدز                    | لعبة الركبي لكرة القدم | اتحاد الركبي         | سانت بيتر، جيرسي   | جزر القناة       | بطولة RFU.                                   | تم لعب لعبة الركبي في جيرسي منذ عام 1879 مع استراحات للحرب والأعماد الخمس من الاحتلال النازي (1940-45). |
| 1879.             | لينستر لعبة الركبي            | لعبة الركبي لكرة القدم | اتحاد الركبي         | دبلن               | أيرلندا          | بطولة الركبي المتحدة                         | تم افتتاح فرع لينستر في اجتماع في 31 أكتوبر 1879. |
| 1879.             | مونستر الركبي                 | لعبة الركبي لكرة القدم | اتحاد الركبي         | ليمريك ولينك       | أيرلندا          | بطولة الركبي المتحدة                         | تم تأسيس مونستر رسميا في عام 1879، في نفس الوقت مثل الستر ولينستر. |
| 1879.             | أولستر لعبة الركبي            | لعبة الركبي لكرة القدم | اتحاد الركبي         | بلفاست             | أيرلندا          | بطولة الركبي المتحدة                         | |
| 1879.             | كانتربيري                     | اتحاد الركبي           | اتحاد الركبي         | كرايستشيرش         | نيوزيلندا        | كأس ITM                                      | أقدم فريق لعبة الركبي الإقليمية في نيوزيلندا. |
| 1879.             | سماعة الشمس                   | كرة القدم الأسترالية   | كرة القدم الأسترالية | سماعة الشمس        | أستراليا         | رابطة بالارات لكرة القدم                     | |

## 1880–1889
| تاريخ           | النادي                       | الرمز الأصلي           | الرموز الحالية       | مدينة / ضاحية                | دولة             | حالة                                    | ملحوظات |
| 1880، 3 أغسطس   | ليستر النمور                 | لعبة الركبي لكرة القدم | اتحاد الركبي         | ليستر                        | إنكلترا          | الركبي الروائي                          | تم تشكيل نادي ليستر لكرة القدم في 3 أغسطس 1880 من خلال اندماج ثلاثة فرق أصغر: جمعية ليستر الرياضية، وهواة ليستر، وتنبيه ليستر. |
| 1880، 11 نوفمبر | جيميناسيا ايسجريما           | اتحاد كرة القدم        | اتحاد كرة القدم      | بوينس آيرس                   | الأرجنتين        | اوربا برايميرا                          | مثل النادي المجالف من La Plata، تأسست جيميناسيا ايسجريما كمؤسسة جمباز ومبارزة، ثم إضافة رياضات أخرى. بعد جاي ديفافيلياتيد من AFA في 1910s في وقت لاحق، تعاد رابطة كرة القدم الرابطة ولكن فقط في مستوى الهواة. سيظهر اتحاد الركبي بمثابة رمز "كرة القدم" السائد، يتنافس في أوروبا حتى                                            |
| 1880.           | SC 1880 فرانكفورت            | اتحاد الركبي           | اتحاد الركبي         | فرانكفورت                    | ألمانيا          | لعبة الركبي البوندسليجا                 | |
| 1880.           | القديسين نورثهامبتون         | لعبة الركبي لكرة القدم | اتحاد الركبي         | نورثهامبتون                  | إنكلترا          | غالاغر بريميرشيب.                       | تأسست نورثامبتون R.F.C من قبل رجال الدين كنيسة سانت جيمس في عام 1880. كان النادي أبطال إنجلترا وأبطال الأهمية الثانية وأبطال أوروبا في الآونة الأخيرة |
| 1880.           | بريستون شمال النهاية         | اتحاد كرة القدم        | اتحاد كرة القدم      | بريستون                      | إنكلترا          | بطولة EFL                               | كان بريستون نورث نهاية عضوا مؤسس في دوري كرة القدم في عام 1888. في موسم 1888-1889، فاز الفريق بكل من بطولة الدوري الافتتاحي وكأس الاتحاد الإنجليزي، وهو الأخير دون اعتزام هدف. لقد كانوا أول فريق لتحقيق "مزدوج" في كرة القدم الإنجليزية، حيث كانوا لا يهزمون في جميع المباريات، يتم تذكرهم بأنهم "لا يقيمون".                  |
| 1880.           | شرق كريجي                    | اتحاد كرة القدم        | اتحاد كرة القدم      | دندي                         | اسكتلندا         | سجا ميدلاندز الدوري                     | تأسست جمعية كرة القدم الاسكتلندية لكرة القدم في عام 1886. شرق كريجي ما قبل ذلك وهذا واحد من أقدم نوادي المبتدئين (I.E.E.SFA) لا يزال موجودا. |
| 1880.           | انتويرب                      | اتحاد كرة القدم        | اتحاد كرة القدم      | انتويرب                      | بلجيكا           | القسم الأول البلجيكي                    | تأسست أنتويرب في عام 1880 من قبل طلاب اللغة الإنجليزية مثل نادي أنتويرب الرياضي. تم تشكيل قسم كرة قدم يدعى نادي أنتويرب لكرة القدم في عام 1887. كان النادي الأول للتسجيل في الرابطة البلجيكية لكرة القدم في عام 1895 وتلقى في وقت لاحق مشروع القانون رقم واحد.                                                                  |
| 1880.           | مدينة مانشستر                | اتحاد كرة القدم        | اتحاد كرة القدم      | مانشستر                      | إنكلترا          | الدوري الممتاز                          | تشكلت في عام 1880 كما سانت ماركس جورتون. أصبح أردفيك A.F.C في عام 1887 ومانشستر سيتي في عام 1894 |
| 1881.           | حديقة كيفيتون                | اتحاد كرة القدم        | اتحاد كرة القدم      | شيفيلد                       | إنكلترا          | شيفيلد وحلامشاير مقاطعة قسم كبار الدوري | |
| 1881.           | بلدة إيستبورن                | اتحاد كرة القدم        | اتحاد كرة القدم      | إيستبورن                     | إنكلترا          | شعبة رئيس الوزراء الجنوبي               | تشكلت في عام 1881 كمنتزه ديفونشاير، لعبوا في مكان الاسم نفسه وهو الآن منزل بطولة إيستبورن الدولية للتنس. انتقل إلى أرضهم الحالية في سافرونز في عام 1886. أصبح إيستبورن F.. في عام 1889 وشركة إيستبورن ف. في عام 1971. |
| 1881.           | واتفورد روفرز                | اتحاد كرة القدم        | اتحاد كرة القدم      | واتفورد                      | إنكلترا          | الدوري الممتاز                          | واحدة من أقدم الأندية لم يفقد أبدا كأس كبير. |
| 1882، 18 مايو   | بورنليه                      | اتحاد كرة القدم        | اتحاد كرة القدم      | بورنليه                      | إنكلترا          | الدوري الممتاز                          | |
| 1882، أكتوبر    | ألبيون روفرز                 | اتحاد كرة القدم        | اتحاد كرة القدم      | كوتبريدج                     | اسكتلندا         | الدوري الاسكتلندي اثنين                 | أول لاعبين يرسمون من فريقين جونيورين محليين "ألبيون" و "روفيرز". |
| 1882.           | كذا                          | اتحاد كرة القدم        | اتحاد كرة القدم      | المدينة البيضاء              | إنكلترا          | بطولة EFL                               | |
| 1882.           | توتنهام هوتسبير              | اتحاد كرة القدم        | اتحاد كرة القدم      | توتنهام                      | إنكلترا          | الدوري الممتاز                          | |
| 1882.           | بورغيس هيل تاون              | اتحاد كرة القدم        | اتحاد كرة القدم      | بورغيس هيل                   | إنكلترا          | قسم الدوري الإسبتيحي جنوب شرق           | |
| 1882.           | شمال بالارات                 | كرة القدم الأسترالية   | كرة القدم الأسترالية | بالارات.                     | أستراليا         | رابطة بالارات لكرة القدم                | |
| 1882.           | هال كينغستون روفرز           | اتحاد الركبي           | دوري الركبي          | كينغستون عند هول             | إنكلترا          | الدوري السوبر                           | |
| 1882.           | الزجاج الروماني سانت جورج    | اتحاد كرة القدم        | اتحاد كرة القدم      | بريستول                      | إنكلترا          | الدوري الغربي                           | أقدم نادي مستمر في بريستول. في الأصل سانت جورج إف سي وبريستول سانت جورج. |
| 1883، 5 مارس    | مدينة غلوسستر                | اتحاد كرة القدم        | اتحاد كرة القدم      | غلوستر                       | إنكلترا          | الدوري الوطني الشمالي                   | |
| 1883.           | بالجو واين رانجرز            | اتحاد كرة القدم        | اتحاد كرة القدم      | بليغون                       | أستراليا         | رابطة منطقة إيلوارا                     | أقدم نادي الرابطة النشطة حاليا لكرة القدم في أستراليا |
| 1883.           | بريستول روفرز                | اتحاد كرة القدم        | اتحاد كرة القدم      | بريستول                      | إنكلترا          | الدوري واحد                             | |
| 1883.           | مقاطعة ستوكبورت              | اتحاد كرة القدم        | اتحاد كرة القدم      | ستوكبورت                     | إنكلترا          | الدوري الوطني الشمالي                   | تم تشكيلها ك هيتون نورس روفيرس تغيير الاسم إلى مقاطعة ستوكبورت FC في 1890 |
| 1883.           | دارلينجتون                   | اتحاد كرة القدم        | اتحاد كرة القدم      | دارلينجتون                   | إنكلترا          | الدوري الوطني الشمالي                   | المعروف باسم "دارلينجتون 1883" بين عامي 2012 و 2017 بسبب "دارلينجتون F.C. طرد مؤقتا من فا |
| 1884.           | مقاطعة ديربي                 | اتحاد كرة القدم        | اتحاد كرة القدم      | ديربي.                       | إنكلترا          | بطولة EFL                               | واحد من اثني عشر مؤسسي لدوري كرة القدم. |
| 1884.           | ليستر سيتي                   | اتحاد كرة القدم        | اتحاد كرة القدم      | ليستر                        | إنكلترا          | الدوري الممتاز                          | المعروف باسم ليستر فوس بين عامي 1884 و 1919. |
| 1885، 20 فبراير | ريتشموند                     | كرة القدم الأسترالية   | كرة القدم الأسترالية | ريتشموند                     | أستراليا         | دوري كرة القدم الأسترالي                | عدد من الفرق التي تشكلت في منطقة ريتشموند خلال قواعد كرة القدم الأسترالية في التوسع السريع في 1870s، وأوائل 1880s. ومع ذلك، فإن جميعها لعبت في مستوى صغير وتم اعتبارها شذوذا أن ريتشموند، أحد أكبر أنواع الأماكن في ملبورن، لم يفخر بفريق كبير. انتهت الانتظار عندما تم تشكيل نادي ريتشموند لكرة القدم رسميا في 20 فبراير 1885. |
| 1885، 11 أبريل  | مدينة لوتون                  | اتحاد كرة القدم        | اتحاد كرة القدم      | لوتون                        | إنكلترا          | بطولة EFL                               | |
| 1885، 13 مايو   | ألبورغ بولدسبيكلب            | اتحاد كرة القدم        | اتحاد كرة القدم      | ألبورغ                       | الدنمارك         | سوبر ليجا الدنماركية                    | |
| 1885.           | دفن                          | اتحاد كرة القدم        | اتحاد كرة القدم      | دفن                          | إنكلترا          |                                         | كانت دفن أبطال الشعبة الثانية في موسم الافتتاحي. حاليا دون منافسة بعد طردها من EFL في عام 2019. |
| 1885.           | هذه الهدية نالت إعجاب الجميع | اتحاد كرة القدم        | اتحاد كرة القدم      | هذه الهدية نالت إعجاب الجميع | اسكتلندا         | الدوري الاسكتلندي اثنين                 | |
| 1885.           | ساوثهامبتون                  | اتحاد كرة القدم        | اتحاد كرة القدم      | ساوثهامبتون                  | إنكلترا          | الدوري الممتاز                          | تشكلت كما سانت ماري Y.M.A .. |
| 1886، 1 سبتمبر  | نادي جراسهوبر زيورخ.         | اتحاد كرة القدم        | اتحاد كرة القدم      | زيورخ                        | سويسرا           | كريدي سويز سوبر الدوري                  | أسسها مجموعة من طلاب اللغة الإنجليزية. |
| 1886.           | غلاف                         | اتحاد كرة القدم        | اتحاد كرة القدم      | غلاف                         | إنكلترا          | قسم الدوري الشمالي الممتاز              | جلوسوب هي واحدة من أصغر البلدات في إنجلترا كان لديها نادي كرة قدم لكرة القدم، ولا يزال أصغر مدينة لعب فريقها في الرحلة الأعلى للغة الإنجليزية. |
| 1886.           | لينفيلد                      | اتحاد كرة القدم        | اتحاد كرة القدم      | بلفاست                       | أيرلندا الشمالية | رئاسة الاتحاد الوطني لكرة القدم.        | |
| 1886.           | مذرويل                       | اتحاد كرة القدم        | اتحاد كرة القدم      | مذرويل                       | اسكتلندا         | رئيس الوزراء الاسكتلندي                 | |
| 1886.           | ارسنال                       | اتحاد كرة القدم        | اتحاد كرة القدم      | جنوب لندن                    | إنكلترا          | الدوري الممتاز                          | |
| 1886.           | شاطئ الشمال المتحد           | اتحاد كرة القدم        | اتحاد كرة القدم      | أوكلاند                      | نيوزيلندا        | لوتو سبورت إيطاليا قسم NRFL 1           | تأسست NSU على أساس شمال الشاطئ، وهو أول نادي كرة قدم موجود في أوقيانوسيا. |
| 1886.           | ميرتلفورد ألبين القديسين.    | كرة القدم الأسترالية   | كرة القدم الأسترالية | مرتليفورد                    | أستراليا         | أفران وموراي دوري كرة القدم             | |
| 1887.           | أكاديميكا دي كويمبرا         | اتحاد كرة القدم        | اتحاد كرة القدم      | كويمبرا                      | البرتغال         | سيجوندا ليجا                            | أقدم نادي يلعب كرة القدم حاليا في شبه الجزيرة الإيبيرية. بدأ النادي في لعب كرة القدم فقط في عام 1912. |
| 1887.           | بارنسلي                      | اتحاد كرة القدم        | اتحاد كرة القدم      | بارنسلي                      | إنكلترا          | بطولة EFL                               | تشكلت في البداية تحت اسم "بارنسلي اس تي بيترز" ولكن أسقطت "اس تي بيترز" لتصبح ببساطة بارنسلي في عام 1897. |
| 1887.           | وولسيند                      | اتحاد كرة القدم        | اتحاد كرة القدم      | وولسيند                      | أستراليا         | قسم الدوري الشمالي من نيو ساوث ويلز 1   | |
| 1887.           | يو اس في هيرقلس              | اتحاد كرة القدم        | اتحاد كرة القدم      | أوتريخت (بدقة)               | هولندا           | ديرد دايفايس                            | |
| 1887، 3 يونيو   | جيمناسيا اسكريما             | اتحاد كرة القدم        | اتحاد كرة القدم      | لا بلاتا                     | الأرجنتين        | القسمة الأولية.                         | كانت الرياضة الأولى المقدمة، كما يشير اسمها الأسباني إلى الجمباز والبارزة. أضيفت رابطة كرة القدم وغيرها من الألعاب الرياضية في وقت لاحق. |
| 1887، 12 يوليو  | أودينس بولدكلب.              | اتحاد كرة القدم        | اتحاد كرة القدم      | أودنس                        | الدنمارك         | سوبر ليجا الدنماركية                    | |
| 1887، 7 نوفمبر  | سلتيك                        | اتحاد كرة القدم        | اتحاد كرة القدم      | غلاسجو                       | اسكتلندا         | رئيس الوزراء الاسكتلندي                 | تأسست في عام 1887 ولكن لعبت أول مباراة لها ضد ريفالز رانجيرز في مايو 1888، الفوز 5-2. |
| 1887، 27 نوفمبر | كويلمس                       | اتحاد كرة القدم        | اتحاد كرة القدم      | كويلمس                       | الأرجنتين        | بريميرا ب ناسيونال.                     | يدعي النادي أنشئ في 5 نوفمبر 1887، على الرغم من أن بعض المؤرخين المحليين ذكروا أن نادي "كويلمس" الأصلي تأسست في ذلك العام تم حله لاحقا وكان "نادي كويلميس الكريكيت" في الواقع مؤسسة جديدة تماما، لا علاقة لها الأندية الأخرى التي تأسست سابقا في مدينة كويلميس.                                                                 |
| 1888.           | الدببة بريستول               | لعبة الركبي لكرة القدم | اتحاد الركبي         | بريستول                      | إنكلترا          | الركبي الروائي                          | تم تشكيل نادي بريستول لكرة القدم في عام 1888 عندما اندمج نادي كارلتون نادي ريفالاند بارك لإنشاء فريق بريستول يونايتد. |
| 1888، 13 مايو   | ساو باولو.                   | اتحاد كرة القدم        | اتحاد الركبي         | ساو باولو                    | البرازيل         | بطولة الركبي البرازيلي                  | أول جمعية لكرة القدم البرازيلية وفريق الاتحاد الرجبي. |
| 1888.           | شمالي                        | اتحاد كرة القدم        | اتحاد كرة القدم      | دنيدين                       | نيوزيلندا        | دوري كرة القدم الممتاز                  | تأسست تحت اسمها الحالي. تم إعادة تسميتها لفترة وجيزة باسم دونيدن نورث اند (1972-74) ونورث اند يونايتيد (1974-90). |
| 1888.           | روسلا واكري                  | اتحاد كرة القدم        | اتحاد كرة القدم      | دنيدين                       | نيوزيلندا        | دوري كرة القدم الممتاز                  | أسس كواكري آسيا. تم تغيير الاسم إلى روسلاين ايه اف سي في عام 1890. انقسام الفريق في روسلين آسيا وكأس في الاتحاد الآسيوي في عام 1895 قبل إعادة الدمج تحت اسمها الحالي في عام 1904. |
| 1889، 26 فبراير | اكاديمسك بولدكلب             | اتحاد كرة القدم        | اتحاد كرة القدم      | جلادساكس                     | الدنمارك         | القسم الثاني الدنماركي.                 | تأسست من خلال الاندماج بين طاليو فريديريكيا كيكتكلب وبوليتنسك بولدكلب. |
| 1889، 22 مارس   | شيفيلد يونايتد               | اتحاد كرة القدم        | اتحاد كرة القدم      | شيفيلد                       | إنكلترا          | بطولة EFL                               | أقدم فريق كرة قدم دعا يونايتد. |
| 1889، 12 يوليو  | آدمزتاون روزبود.             | اتحاد كرة القدم        | اتحاد كرة القدم      | ادمزتاون                     | أستراليا         | بطارية رئيسية الوطنية                   | |
| 1889، 15 أغسطس  | موهون باجان.                 | اتحاد كرة القدم        | اتحاد كرة القدم      | كولكاتا                      | الهند            | الدوري السوبر الهندي                    | لقد أطلق عليها اسم النادي الوطني للهند ولديه تمييز كونه أحد أقدم نوادي كرة القدم الموجودة في آسيا. |
| 1889، 23 ديسمبر | رينيتيفو دي هويلفا           | اتحاد كرة القدم        | اتحاد كرة القدم      | هويلفا                       | إسبانيا          | القسمة الثانوية                         | أقدم نادي كرة قدم في إسبانيا. |
| 1889، 24 ديسمبر | روزاريو سنترال               | اتحاد كرة القدم        | اتحاد كرة القدم      | روزاريو                      | الأرجنتين        | القسمة الأولية                          | الخصائص هي أن هذا النادي تم تأسيسه بشكل عام لممارسة كرة القدم، على عكس الأندية الأرجنتينية الأخرى في الثمانينيات والذي أدرجته لاحقا |